# Atletismo nos Jogos Olímpicos de Verão de 2020 - Qualificação
Este artigo detalha a fase de qualificação do atletismo nos Jogos Olímpicos de Verão de 2020. (As Olimpíadas foram adiadas para 2021 devido à pandemia de COVID-19). Para o esporte, o sistema de qualificação seguinte está válido, com data final para qualificação em 29 de junho de 2021. Para a maratona e a marcha atlética 50 km, o prazo acaba antes, em 31 de maio de 2021.

## Regras de qualificação
Um Comitê Olímpico Nacional (CON) pode inscrever o máximo de três atletas para cada evento individual se todos os atletas conquistarem a marca padrão durante o período de qualificação. Um CON também pode inscrever o máximo de uma equipe de revezamento por evento. Sob a regra da universalidade, os CONs podem enviar um atleta de cada gênero, independentemente do tempo, se não tiverem atletas daquele gênero qualificado. Isso torna possível a todos os CON terem ao menos dois representantes no esporte. Essas vagas de universalidade não podem ser usadas nos eventos combinados, nos 10.000 metros ou nos 3.000 metros com obstáculos.
O sistema de qualificação para Tóquio 2020 teve alterações fundamentais em relação às Olimpíadas anteriores. Enquanto a qualificação para Rio 2016 e outras edições pregressas era baseada em marcas de qualificação, Tóquio 2020 é primariamente baseada no ranking mundial. A World Athletics, órgão global para o esporte, antes conhecida como IAAF até mudança de nome em 2019, continua a estabelecer marcas de qualificação, porém estas são estabelecidas com o único propósito de qualificar atletas com desempenho excepcional incapazes de qualificar pela via do ranking mundial. O número de entradas por evento é limitado e com limites diferentes, variando de 24 atletas para os eventos combinados até 80 para a maratona.
Os rankings da World Athletics são baseados na média dos cinco melhores resultados do atleta no período qualificatório. Os resultados recebem um peso pela importância do campeonato.
As marcas de qualificação puderam ser obtidas em vários encontros durante o período aprovado pela World Athletics. Os períodos de qualificação para a maratona e para a marcha atlética 50 km ocorreram de 1 de janeiro de 2019 a 5 de abril de 2020 e de 1 de dezembro de 2020 a 31 de maio de 2021, enquanto a marcha atlética 20 km e os eventos combinados tiveram o períodos de 1 de janeiro de 2019 a 5 de abril de 2020 e de 1 de dezembro de 2020 a 29 de junho de 2021, com o restante dos eventos de pista e campo qualificando de 1 de maio de 2019 a 5 de abril de 2020 e de 1 de dezembro de 2020 a 29 de junho de 2021. O Campeonato da Área mais recente poderia ser contado no ranking, mesmo se fora do período de qualificação. Em 6 de abril de 2020, a World Athletics anunciou que o período de qualificação para os Jogos estava suspenso até 30 de novembro de 2020, em resposta à pandemia da COVID-19. Em julho de 2020, a World Athletics anunciou que o período de suspensão seria retirado para os eventos de estrada(maratona e marcha atlética) em 1 de setembro de 2020.
Para os revezamentos, o máximo de dezesseis CONs qualificados podem participar de cada evento. As oito melhores equipes em cada evento no Campeonato Mundial de Atletismo de 2019 (realizado em Doha de 28 de setembro a 6 de outubro de 2019) garantiram uma vaga para seu respectivo CON nas Olimpíadas. A metade restante das vagas em cada evento foi selecionada pelo Campeonato Mundial de Revezamentos de Atletismo de 2021 e de acordo com o ranking mundial de 29 de junho de 2021.
CONs com mais de três atletas qualificados em um evento individual puderam selecionar, utilizando suas próprias regras, atletas entre os qualificados. Os Estados Unidos, por exemplo, enviaram atletas com base nos resultados da seletiva olímpica de Atletismo, mas têm uma política de enviar qualquer atleta qualificado. A Suécia envia apenas atletas bons o suficiente para atingir ao menos a oitava posição, baseado em uma avaliação pelo CON Sueco.
Um sistema de qualificação foi publicado pela World Athletics: Road to 2020 Olympic Games.
Os atletas devem ter nascido antes de 1 de janeiro de 2006 (ou seja, terem ao menos 16 anos ao fim de 2021) para competir. Atletas Jovens (nascidos em 2004 ou 2005, com idade de 16 ou 17 anos ao fim de 2021) não podem competir em eventos de lançamento, eventos combinados, maratona, marcha atlética ou eventos de 10.000 metros.  Atletas Juniores (nascidos em 2002 ou 2003, com idade de 18 ou 19 anos ao fim de 2021) não podem competir na maratona ou na marcha atlética de 50 km.
As marcas de qualificação da World Athletics estãoa abaxixo:

| Eventos masculinos e mistos                         | Eventos masculinos e mistos | Eventos femininos     | Eventos femininos |
| Evento                                              | Marca de entrada | Evento                | Marca de entrada |
| --------------------------------------------------- | --- | --------------------- | --- |
| 100 m                                               | 10.05 | 100 m                 | 11.15 |
| 200 m                                               | 20.24 | 200 m                 | 22.80 |
| 400 m                                               | 44.90 | 400 m                 | 51.35 |
| 800 m                                               | 1:45.20 | 800 m                 | 1:59.50 |
| 1500 m                                              | 3:35.00 | 1500 m                | 4:04.20 |
| 5000 m                                              | 13:13.50 | 5000 m                | 15:10.00 |
| 10000 m                                             | 27:28.00 | 10000 m               | 31:25.00 |
| 110 m com barreiras                                 | 13.32 | 100 m com barreiras   | 12.84 |
| 400 m com barreiras                                 | 48.90 | 400 m com barreiras   | 55.40 |
| 3000 m com obstáculos                               | 8:22.00 | 3000 m com obstáculos | 9:30.00 |
| Maratona                                            | 2:11:30 | Maratona              | 2:29:30 |
| 20 km marcha atlética                               | 1:21:00 | 20 km marcha atlética | 1:31:00 |
| 50 km marcha atlética                               | 3:50:00 | —                     | — |
| Salto em distância                                  | 8.22 | Salto em distância    | 6.82 |
| Salto triplo                                        | 17.14 | Salto triplo          | 14.32 |
| Salto em altura                                     | 2.33 | Salto em altura       | 1.96 |
| Salto com vara                                      | 5.80 | Salto com vara        | 4.70 |
| Arremesso de peso                                   | 21.10 | Arremesso de peso     | 18.50 |
| Lançamento de disco                                 | 66.00 | Lançamento de disco   | 63.50 |
| Lançamento de martelo                               | 77.50 | Lançamento de martelo | 72.50 |
| Lançamento de dardo                                 | 85.00 | Lançamento de dardo   | 64.00 |
| Decatlo                                             | 8350 | Heptatlo              | 6420 |
| Revezamento 4 × 100 m                               | 8 melhores no CM + Qualquer nação não qualificada que chegue à final do Campeonato Mundial de Revezamentos de Atletismo de 2021 + Melhores equipes do ranking até o total de 16 equipes | Revezamento 4 × 100 m | 8 melhores no CM + Qualquer nação não qualificada que chegue à final do Campeonato Mundial de Revezamentos de Atletismo de 2021 + Melhores equipes do ranking até o total de 16 equipes |
| Revezamento 4 × 400 m Revezamento 4 × 400 m (misto) | 8 melhores no CM + Qualquer nação não qualificada que chegue à final do Campeonato Mundial de Revezamentos de Atletismo de 2021 + Melhores equipes do ranking até o total de 16 equipes | Revezamento 4 × 400 m | 8 melhores no CM + Qualquer nação não qualificada que chegue à final do Campeonato Mundial de Revezamentos de Atletismo de 2021 + Melhores equipes do ranking até o total de 16 equipes |

## Eventos de pista

### Eventos de pista masculinos

#### 100 m
Não inclui marcas em estádios cobertos ou com vento >2.0 m/s.
Número de atletas: 56.
| Forma de qualificação         | Número de atletas | CON                                 | Atletas qualificados                              |
| ----------------------------- | ----------------- | ----------------------------------- | ------------------------------------------------- |
| Tempo de qualificação – 10.05 | 3                 | GBR Grã-Bretanha                    | a                                                 |
| Tempo de qualificação – 10.05 | 3                 | JAM Jamaica                         | a                                                 |
| Tempo de qualificação – 10.05 | 3                 | JPN Japão                           | a                                                 |
| Tempo de qualificação – 10.05 | 3                 | NGR Nigéria                         | Raymond Ekevwo Usheoritse Itsekiri Divine Oduduru |
| Tempo de qualificação – 10.05 | 3                 | RSA África do Sul                   | Tlotliso Leotlela Shaun Maswanganyi Akani Simbine |
| Tempo de qualificação – 10.05 | 3                 | USA Estados Unidos                  | a                                                 |
| Tempo de qualificação – 10.05 | 2                 | CAN Canadá                          | Aaron Brown Andre De Grasse                       |
| Tempo de qualificação – 10.05 | 2                 | CHN China                           | Su Bingtian Xie Zhenye                            |
| Tempo de qualificação – 10.05 | 2                 | GHA Gana                            | Joseph Amoah Benjamin Azamati-Kwaku               |
| Tempo de qualificação – 10.05 | 2                 | KEN Quênia                          | Mark Odhiambo Ferdinand Omurwa                    |
| Tempo de qualificação – 10.05 | 1                 | ANT Antígua e Barbuda               | Cejhae Greene                                     |
| Tempo de qualificação – 10.05 | 1                 | AUS Austrália                       | Rohan Browning                                    |
| Tempo de qualificação – 10.05 | 1                 | BAH Bahamas                         | Samson Colebrooke                                 |
| Tempo de qualificação – 10.05 | 1                 | BAR Barbados                        | Mario Burke                                       |
| Tempo de qualificação – 10.05 | 1                 | BRA Brasil                          | Paulo André de Oliveira                           |
| Tempo de qualificação – 10.05 | 1                 | CAY Ilhas Cayman                    | Kemar Hyman                                       |
| Tempo de qualificação – 10.05 | 1                 | FRA França                          | Jimmy Vicaut                                      |
| Tempo de qualificação – 10.05 | 1                 | INA Indonésia                       | Lalu Muhammad Zohri                               |
| Tempo de qualificação – 10.05 | 1                 | IRI Irã                             | Hassan Taftian                                    |
| Tempo de qualificação – 10.05 | 1                 | ITA Itália                          | Marcell Jacobs                                    |
| Tempo de qualificação – 10.05 | 1                 | CIV Costa do Marfim                 | Arthur Cissé                                      |
| Tempo de qualificação – 10.05 | 1                 | LBR Libéria                         | Emmanuel Matadi                                   |
| Tempo de qualificação – 10.05 | 1                 | QAT Catar                           | Femi Ogunode                                      |
| Tempo de qualificação – 10.05 | 1                 | SKN São Cristóvão e Neves           | Jason Rogers                                      |
| Ranking Mundial               | 1                 |                                     |                                                   |
| Vagas de Universalidade       | 1                 | FSM Estados Federados da Micronésia | Scott James Fiti                                  |
| Vagas de Universalidade       | 1                 | KIR Kiribati                        | Lataisi Mwea                                      |
| Vagas de Universalidade       | 1                 | OMA Omã                             | Barakat Al-Harthi                                 |
| Vagas de Universalidade       | 1                 | TGA Tonga                           | Ronald Lawrence Fotofili                          |
| Convite do COI                | 1                 | ROT Equipe Olímpica de Refugiados   | Dorian Keletela                                   |
| Total                         | 56                |                                     |                                                   |

#### 200 m
Número de atletas: 56.
| Forma de qualificação         | Número de atletas | CON                   | Atletas qualificados                      |
| ----------------------------- | ----------------- | --------------------- | ----------------------------------------- |
| Tempo de qualificação – 20.24 | 3                 | GBR Grã-Bretanha      | Miguel Francis Adam Gemili Zharnel Hughes |
| Tempo de qualificação – 20.24 | 3                 | JAM Jamaica           | Yohan Blake Rasheed Dwyer Andre Ewers     |
| Tempo de qualificação – 20.24 | 3                 | USA Estados Unidos    | a                                         |
| Tempo de qualificação – 20.24 | 2                 | CAN Canadá            | Aaron Brown Andre De Grasse               |
| Tempo de qualificação – 20.24 | 2                 | GHA Gana              | Joseph Amoah Benjamin Azamati-Kwaku       |
| Tempo de qualificação – 20.24 | 2                 | JPN Japão             | Yuki Koike Abdul Hakim Sani Brown         |
| Tempo de qualificação – 20.24 | 2                 | RSA África do Sul     | Shaun Maswanganyi Clarence Munyai         |
| Tempo de qualificação – 20.24 | 2                 | TTO Trinidad e Tobago | Kyle Greaux Jereem Richards               |
| Tempo de qualificação – 20.24 | 1                 | BAH Bahamas           | Steven Gardiner                           |
| Tempo de qualificação – 20.24 | 1                 | BAR Barbados          | Mario Burke                               |
| Tempo de qualificação – 20.24 | 1                 | BOT Botsuana          | Isaac Makwala                             |
| Tempo de qualificação – 20.24 | 1                 | BRA Brasil            | Aldemir da Silva Júnior                   |
| Tempo de qualificação – 20.24 | 1                 | CHN China             | Xie Zhenye                                |
| Tempo de qualificação – 20.24 | 1                 | COL Colômbia          | Bernardo Baloyes                          |
| Tempo de qualificação – 20.24 | 1                 | ECU Equador           | Álex Quiñónez                             |
| Tempo de qualificação – 20.24 | 1                 | NGR Nigéria           | Divine Oduduru                            |
| Tempo de qualificação – 20.24 | 1                 | PAN Panamá            | Alonso Edward                             |
| Tempo de qualificação – 20.24 | 1                 | SUI Suíça             | Alex Wilson                               |
| Tempo de qualificação – 20.24 | 1                 | TUR Turquia           | Ramil Guliyev                             |
| Tempo de qualificação – 20.24 | 1                 | ZAM Zâmbia            | Sydney Siame                              |
| Ranking Mundial               | 1                 |                       |                                           |
| Total                         | 56                |                       |                                           |

#### 400 m
Número de atletas: 48.
| Forma de qualificação         | Número de atletas | CON                   | Atletas qualificados                      |
| ----------------------------- | ----------------- | --------------------- | ----------------------------------------- |
| Tempo de qualificação – 44.90 | 3                 | JAM Jamaica           | Nathon Allen Akeem Bloomfield Demish Gaye |
| Tempo de qualificação – 44.90 | 3                 | USA Estados Unidos    | a                                         |
| Tempo de qualificação – 44.90 | 2                 | TTO Trinidad e Tobago | Machel Cedenio Dwight St. Hillaire        |
| Tempo de qualificação – 44.90 | 1                 | BAH Bahamas           | Steven Gardiner                           |
| Tempo de qualificação – 44.90 | 1                 | BHR Bahrein           | Abbas Abubakar Abbas                      |
| Tempo de qualificação – 44.90 | 1                 | BAR Barbados          | Jonathan Jones                            |
| Tempo de qualificação – 44.90 | 1                 | BOT Botsuana          | Isaac Makwala                             |
| Tempo de qualificação – 44.90 | 1                 | COL Colômbia          | Anthony Zambrano                          |
| Tempo de qualificação – 44.90 | 1                 | GRN Granada           | Kirani James                              |
| Tempo de qualificação – 44.90 | 1                 | ITA Itália            | Davide Re                                 |
| Tempo de qualificação – 44.90 | 1                 | KEN Quênia            | Emmanuel Korir                            |
| Tempo de qualificação – 44.90 | 1                 | NGR Nigéria           | Emmanuel Bamidele                         |
| Ranking Mundial               | 1                 |                       |                                           |
| Total                         | 48                |                       |                                           |

#### 800 m
Número de atletas: 48.
| Forma de qualificação           | Número de atletas        | CON                                                | Atletas qualificados |
| ------------------------------- | ------------------------ | -------------------------------------------------- | -------------------- |
| Tempo de qualificação – 1:45.20 |                          |                                                    |                      |
| 3                               | FRA França               | Pierre-Ambroise Bosse Benjamin Robert Gabriel Tual |                      |
| 3                               | GBR Grã-Bretanha         | a                                                  |                      |
| 3                               | KEN Quênia               | Emmanuel Korir Ferguson Rotich Michael Saruni      |                      |
| 3                               | POL Polônia              | a                                                  |                      |
| 3                               | PUR Porto Rico           | Andrés Arroyo Ryan Sánchez Wesley Vázquez          |                      |
| 3                               | USA Estados Unidos       | a                                                  |                      |
| 2                               | CAN Canadá               | Marco Arop Brandon McBride                         |                      |
| 2                               | ESP Espanha              | Adrián Ben Javier Mirón                            |                      |
| 1                               | AUS Austrália            | Peter Bol                                          |                      |
| 1                               | BEL Bélgica              | Eliott Crestan                                     |                      |
| 1                               | BIH Bósnia e Herzegovina | Amel Tuka                                          |                      |
| 1                               | BOT Botsuana             | Nijel Amos                                         |                      |
| 1                               | BRA Brasil               | Thiago André                                       |                      |
| 1                               | DJI Djibuti              | Ayanleh Souleiman                                  |                      |
| 1                               | MEX México               | Jesús Tonatiú López                                |                      |
| 1                               | MAR Marrocos             | Mostafa Smaili                                     |                      |
| 1                               | QAT Catar                | Abubaker Haydar Abdalla                            |                      |
| 1                               | SWE Suécia               | Andreas Kramer                                     |                      |
| 1                               | TUN Tunísia              | Abdessalem Ayouni                                  |                      |
| Ranking Mundial                 | 1                        |                                                    |                      |
| Convite do COI                  | 1                        | ROT Equipe Olímpica de Refugiados                  | James Chiengjiek     |
| Total                           | 48                       |                                                    |                      |

#### 1500 m
Número de atletas: 45.
| Forma de qualificação           | Número de atletas | CON                               | Atletas qualificados                             |
| ------------------------------- | ----------------- | --------------------------------- | ------------------------------------------------ |
| Tempo de qualificação – 3:35.00 | 3                 | AUS Austrália                     | a                                                |
| Tempo de qualificação – 3:35.00 | 3                 | ETH Etiópia                       | Samuel Abate Teddese Lemi Samuel Tefera          |
| Tempo de qualificação – 3:35.00 | 3                 | FRA França                        | a                                                |
| Tempo de qualificação – 3:35.00 | 3                 | GBR Grã-Bretanha                  | a                                                |
| Tempo de qualificação – 3:35.00 | 3                 | KEN Quênia                        | Kamar Etyang Abel Kipsang Charles Cheboi Simotwo |
| Tempo de qualificação – 3:35.00 | 3                 | MAR Marrocos                      | a                                                |
| Tempo de qualificação – 3:35.00 | 3                 | ESP Espanha                       | a                                                |
| Tempo de qualificação – 3:35.00 | 3                 | USA Estados Unidos                | a                                                |
| Tempo de qualificação – 3:35.00 | 2                 | NOR Noruega                       | Filip Ingebrigtsen Jakob Ingebrigtsen            |
| Tempo de qualificação – 3:35.00 | 2                 | POL Polônia                       | Marcin Lewandowski Michał Rozmys                 |
| Tempo de qualificação – 3:35.00 | 2                 | QAT Catar                         | Abdirahman Saeed Hassan Adam Ali Musab           |
| Tempo de qualificação – 3:35.00 | 1                 | ALG Argélia                       | Taoufik Makhloufi                                |
| Tempo de qualificação – 3:35.00 | 1                 | BEL Bélgica                       | Ismael Debjani                                   |
| Tempo de qualificação – 3:35.00 | 1                 | CAN Canadá                        | Justyn Knight                                    |
| Tempo de qualificação – 3:35.00 | 1                 | DJI Djibuti                       | Ayanleh Souleiman                                |
| Tempo de qualificação – 3:35.00 | 1                 | GER Alemanha                      | Robert Farken                                    |
| Tempo de qualificação – 3:35.00 | 1                 | NZL Nova Zelândia                 | Sam Tanner                                       |
| Tempo de qualificação – 3:35.00 | 1                 | RUS Rússia b                      | Vladimir Nikitin                                 |
| Tempo de qualificação – 3:35.00 | 1                 | SWE Suécia                        | Kalle Berglund                                   |
| Tempo de qualificação – 3:35.00 | 1                 | UGA Uganda                        | Ronald Musagala                                  |
| Ranking Mundial                 | 1                 |                                   |                                                  |
| Convite do COI                  | 1                 | ROT Equipe Olímpica de Refugiados | Paulo Amotun Lokoro                              |
| Total                           | 45                |                                   |                                                  |

#### 5000 m
Número de atletas: 42.
| Forma de qualificação            | Número de atletas | CON                               | Atletas qualificados                               |
| -------------------------------- | ----------------- | --------------------------------- | -------------------------------------------------- |
| Tempo de qualificação – 13:13.50 | 3                 | AUS Austrália                     | David McNeill Stewart McSweyn Patrick Tiernan      |
| Tempo de qualificação – 13:13.50 | 3                 | CAN Canadá                        | a                                                  |
| Tempo de qualificação – 13:13.50 | 3                 | ETH Etiópia                       | Nibret Melak Milkesa Mengesha Getnet Wale          |
| Tempo de qualificação – 13:13.50 | 3                 | KEN Quênia                        | Samuel Chebole Daniel Simiu Ebenyo Nicholas Kimeli |
| Tempo de qualificação – 13:13.50 | 3                 | USA Estados Unidos                | a                                                  |
| Tempo de qualificação – 13:13.50 | 2                 | BRN Bahrein                       | Birhanu Balew Dawit Fikadu                         |
| Tempo de qualificação – 13:13.50 | 2                 | FRA França                        | Jimmy Gressier Hugo Hay                            |
| Tempo de qualificação – 13:13.50 | 2                 | GBR Grã-Bretanha                  | Andrew Butchart Marc Scott                         |
| Tempo de qualificação – 13:13.50 | 2                 | NOR Noruega                       | Filip Ingebrigtsen Jakob Ingebrigtsen              |
| Tempo de qualificação – 13:13.50 | 2                 | UGA Uganda                        | Oscar Chelimo Joshua Cheptegei                     |
| Tempo de qualificação – 13:13.50 | 1                 | BEL Bélgica                       | Isaac Kimeli                                       |
| Tempo de qualificação – 13:13.50 | 1                 | GUA Guatemala                     | Luis Grijalva                                      |
| Tempo de qualificação – 13:13.50 | 1                 | ITA Itália                        | Yemaneberhan Crippa                                |
| Tempo de qualificação – 13:13.50 | 1                 | ESP Espanha                       | Mohamed Katir                                      |
| Ranking Mundial                  | 1                 |                                   |                                                    |
| Convite do COI                   | 1                 | ROT Equipe Olímpica de Refugiados | Jamal Abdelmaji Eisa Mohammed                      |
| Total                            | 42                |                                   |                                                    |

#### 10000 m
Número de atletas esperado: 27. Atualmente, 30 atletas conseguiram o tempo de qualificação
| Forma de qualificação            | Número de atletas | CON                | Atletas qualificados                                    |
| -------------------------------- | ----------------- | ------------------ | ------------------------------------------------------- |
| Tempo de qualificação – 27:28.00 | 3                 | ETH Etiópia        | Berihu Aregawi Selemon Barega Yomif Kejelcha            |
| Tempo de qualificação – 27:28.00 | 3                 | KEN Quênia         | Geoffrey Kamworor Rodgers Kwemoi Weldon Kipkurui Langat |
| Tempo de qualificação – 27:28.00 | 3                 | UGA Uganda         | a                                                       |
| Tempo de qualificação – 27:28.00 | 3                 | USA Estados Unidos | Grant Fisher Woody Kincaid Joe Klecker                  |
| Tempo de qualificação – 27:28.00 | 2                 | AUS Austrália      | Stewart McSweyn Patrick Tiernan                         |
| Tempo de qualificação – 27:28.00 | 2                 | BEL Bélgica        | Bashir Abdi Isaac Kimeli                                |
| Tempo de qualificação – 27:28.00 | 2                 | GBR Grã-Bretanha   | Sam Atkin Marc Scott                                    |
| Tempo de qualificação – 27:28.00 | 2                 | JPN Japão          | Akira Aizawa Tatsuhiko Ito                              |
| Tempo de qualificação – 27:28.00 | 1                 | BHR Bahrein        | Birhanu Balew                                           |
| Tempo de qualificação – 27:28.00 | 1                 | CAN Canadá         | Mohammed Ahmed                                          |
| Tempo de qualificação – 27:28.00 | 1                 | ERI Eritreia       | Aron Kifle                                              |
| Tempo de qualificação – 27:28.00 | 1                 | FRA França         | Morhad Amdouni                                          |
| Tempo de qualificação – 27:28.00 | 1                 | ITA Itália         | Yemaneberhan Crippa                                     |
| Tempo de qualificação – 27:28.00 | 1                 | MAR Marrocos       | Zouhair Talbi                                           |
| Tempo de qualificação – 27:28.00 | 1                 | NOR Noruega        | Sondre Nordstad Moen                                    |
| Tempo de qualificação – 27:28.00 | 1                 | ESP Espanha        | Carlos Mayo                                             |
| Tempo de qualificação – 27:28.00 | 1                 | SUI Suíça          | Julien Wanders                                          |
| Tempo de qualificação – 27:28.00 | 1                 | THA Tailândia      | Kieran Tuntivate                                        |
| Ranking Mundial                  | 0                 |                    |                                                         |
| Total                            | 31                |                    |                                                         |

#### 110 m com barreiras
Não inclui marcas em estádios cobertos. Número de atletas: 40.
| Forma de qualificação         | Número de atletas | CON | Atletas qualificados                                |
| ----------------------------- | ----------------- | --- | --------------------------------------------------- |
| Tempo de qualificação – 13.32 | 3                 | FRA França | Wilhem Belocian Pascal Martinot-Lagarde Aurel Manga |
| Tempo de qualificação – 13.32 | 3                 | JAM Jamaica | a                                                   |
| Tempo de qualificação – 13.32 | 3                 | USA Estados Unidos | a                                                   |
| Tempo de qualificação – 13.32 | 2                 | BRA Brasil | Gabriel Constantino Eduardo de Deus                 |
| Tempo de qualificação – 13.32 | 2                 | JPN Japão | Taio Kanai Shunya Takayama                          |
| Tempo de qualificação – 13.32 | 1                 | BAR Barbados | Shane Brathwaite                                    |
| Tempo de qualificação – 13.32 | 1                 | CHN China | Xie Wenjun                                          |
| Tempo de qualificação – 13.32 | 1                 | CYP Chipre | Milan Trajkovic                                     |
| Tempo de qualificação – 13.32 | 1                 | FIN Finlândia | Elmo Lakka                                          |
| Tempo de qualificação – 13.32 | 1                 | GBR Grã-Bretanha | Andrew Pozzi                                        |
| Tempo de qualificação – 13.32 | 1                 | [[Image:Predefinição:Country flag IOC alias ANA\|22x20px\|border\|Predefinição:Country IOC alias ANA]]ANA [[Predefinição:Country IOC alias ANA nos Jogos Olímpicos de Verão de 2020\|Predefinição:Country IOC alias ANA]]b | Sergey Shubenkov                                    |
| Tempo de qualificação – 13.32 | 1                 | RSA África do Sul | Antonio Alkana                                      |
| Tempo de qualificação – 13.32 | 1                 | ESP Espanha | Orlando Ortega                                      |
| Vagas de Universalidade       | 1                 | MRI Maurício | Jérémie Lararaudeuse                                |
| Ranking Mundial               | 1                 | |                                                     |
| Total                         | 40                | |                                                     |

#### 400 m com barreiras
Número de atletas: 40.
| Forma de qualificação         | Número de atletas | CON                          | Atletas qualificados            |
| ----------------------------- | ----------------- | ---------------------------- | ------------------------------- |
| Tempo de qualificação – 48.90 | 3                 | JPN Japão                    | a                               |
| Tempo de qualificação – 48.90 | 3                 | USA Estados Unidos           | a                               |
| Tempo de qualificação – 48.90 | 2                 | BRA Brasil                   | Alison dos Santos Márcio Teles  |
| Tempo de qualificação – 48.90 | 2                 | JAM Jamaica                  | Leonardo Ledgister Kemar Mowatt |
| Tempo de qualificação – 48.90 | 1                 | ALG Argélia                  | Abdelmalik Lahoulou             |
| Tempo de qualificação – 48.90 | 1                 | IVB Ilhas Virgens Britânicas | Kyron McMaster                  |
| Tempo de qualificação – 48.90 | 1                 | EST Estônia                  | Rasmus Mägi                     |
| Tempo de qualificação – 48.90 | 1                 | FRA França                   | Ludvy Vaillant                  |
| Tempo de qualificação – 48.90 | 1                 | GER Alemanha                 | Constantin Preis                |
| Tempo de qualificação – 48.90 | 1                 | IRL Irlanda                  | Thomas Barr                     |
| Tempo de qualificação – 48.90 | 1                 | KEN Quênia                   | Moitalel Mpoke                  |
| Tempo de qualificação – 48.90 | 1                 | NOR Noruega                  | Karsten Warholm                 |
| Tempo de qualificação – 48.90 | 1                 | POL Polônia                  | Patryk Dobek                    |
| Tempo de qualificação – 48.90 | 1                 | QAT Catar                    | Abderrahman Samba               |
| Tempo de qualificação – 48.90 | 1                 | RSA África do Sul            | Sokwakhana Zazini               |
| Tempo de qualificação – 48.90 | 1                 | TUR Turquia                  | Yasmani Copello                 |
| Ranking Mundial               | 1                 |                              |                                 |
| Total                         | 40                |                              |                                 |

#### 3000 m com obstáculos
Número de atletas: 45.
| Forma de qualificação           | Número de atletas | CON                | Atletas qualificados                                      |
| ------------------------------- | ----------------- | ------------------ | --------------------------------------------------------- |
| Tempo de qualificação – 8:22.00 | 3                 | ETH Etiópia        | Hailemariyam Amare Abrham Sime Bikila Tadese Takele       |
| Tempo de qualificação – 8:22.00 | 3                 | FRA França         | a                                                         |
| Tempo de qualificação – 8:22.00 | 3                 | KEN Quênia         | Leonard Bett Abraham Kibiwott Benjamin Kigen              |
| Tempo de qualificação – 8:22.00 | 3                 | MAR Marrocos       | Abdelkarim Ben Zahra Soufiane El Bakkali Mohamed Tindouft |
| Tempo de qualificação – 8:22.00 | 3                 | ESP Espanha        | a                                                         |
| Tempo de qualificação – 8:22.00 | 3                 | USA Estados Unidos | a                                                         |
| Tempo de qualificação – 8:22.00 | 2                 | ALG Argélia        | Hicham Bouchicha Bilal Tabti                              |
| Tempo de qualificação – 8:22.00 | 2                 | GBR Grã-Bretanha   | Phil Norman Zak Seddon                                    |
| Tempo de qualificação – 8:22.00 | 2                 | ITA Itália         | Ahmed Abdelwahed Osama Zoghlami                           |
| Tempo de qualificação – 8:22.00 | 2                 | SWE Suécia         | Emil Blomberg Simon Sundström                             |
| Tempo de qualificação – 8:22.00 | 1                 | BRN Bahrein        | John Kibet Koech                                          |
| Tempo de qualificação – 8:22.00 | 1                 | CAN Canadá         | Matthew Hughes                                            |
| Tempo de qualificação – 8:22.00 | 1                 | DEN Dinamarca      | Ole Hesselbjerg                                           |
| Tempo de qualificação – 8:22.00 | 1                 | ERI Eritreia       | Yemane Haileselassie                                      |
| Tempo de qualificação – 8:22.00 | 1                 | FIN Finlândia      | Topi Raitanen                                             |
| Tempo de qualificação – 8:22.00 | 1                 | IND Índia          | Avinash Sable                                             |
| Tempo de qualificação – 8:22.00 | 1                 | JPN Japão          | Ryuji Miura                                               |
| Tempo de qualificação – 8:22.00 | 1                 | UGA Uganda         | Albert Chemutai                                           |
| Ranking Mundial                 | 1                 |                    |                                                           |
| Total                           | 45                |                    |                                                           |

### Eventos de pista femininos

#### 100 m
Não inclui tempos em estádios cobertos.
| Forma de qualificação         | Número de atletas | CON                   | Atletas qualificadas                                |
| ----------------------------- | ----------------- | --------------------- | --------------------------------------------------- |
| Tempo de qualificação – 11.15 | 3                 | CHN China             | Ge Manqi Liang Xiaojing Wei Yongli                  |
| Tempo de qualificação – 11.15 | 3                 | GER Alemanha          | a                                                   |
| Tempo de qualificação – 11.15 | 3                 | GBR Grã-Bretanha      | a                                                   |
| Tempo de qualificação – 11.15 | 3                 | JAM Jamaica           | a                                                   |
| Tempo de qualificação – 11.15 | 3                 | USA Estados Unidos    | Teahna Daniels Javianne Oliver Sha'Carri Richardson |
| Tempo de qualificação – 11.15 | 2                 | CIV Costa do Marfim   | Murielle Ahouré Marie-Josée Ta Lou                  |
| Tempo de qualificação – 11.15 | 2                 | NED Países Baixos     | Dafne Schippers Marije van Hunenstijn               |
| Tempo de qualificação – 11.15 | 2                 | NGR Nigéria           | Nzubechi Grace Nwokocha Blessing Okagbare           |
| Tempo de qualificação – 11.15 | 2                 | RSA África do Sul     | Carina Horn Tebogo Mamathu                          |
| Tempo de qualificação – 11.15 | 2                 | SUI Suíça             | Mujinga Kambundji Salomé Kora                       |
| Tempo de qualificação – 11.15 | 2                 | TTO Trinidad e Tobago | Michelle-Lee Ahye Kelly-Ann Baptiste                |
| Tempo de qualificação – 11.15 | 1                 | BAH Bahamas           | Tynia Gaither                                       |
| Tempo de qualificação – 11.15 | 1                 | BAR Barbados          | Tristan Evelyn                                      |
| Tempo de qualificação – 11.15 | 1                 | BUL Bulgária          | Ivet Lalova-Collio                                  |
| Tempo de qualificação – 11.15 | 1                 | GAM Gâmbia            | Gina Bass                                           |
| Tempo de qualificação – 11.15 | 1                 | POL Polônia           | Ewa Swoboda                                         |
| Tempo de qualificação – 11.15 | 1                 | ZAM Zâmbia            | Rhodah Njobvu                                       |
| Ranking Mundial               | 1                 |                       |                                                     |
| Vagas de Universalidade       | 1                 | INA Indonésia         | Alvin Tehupeiory                                    |
| Total                         | 56                |                       |                                                     |

#### 200 m
| Forma de qualificação         | Número de atletas | CON                 | Atletas qualificadas                                   |
| ----------------------------- | ----------------- | ------------------- | ------------------------------------------------------ |
| Tempo de qualificação – 22.80 | 3                 | BAH Bahamas         | Brianne Bethel Tynia Gaither Shaunae Miller-Uibo       |
| Tempo de qualificação – 22.80 | 3                 | GBR Grã-Bretanha    | a                                                      |
| Tempo de qualificação – 22.80 | 3                 | JAM Jamaica         | a                                                      |
| Tempo de qualificação – 22.80 | 3                 | NGR Nigéria         | Nzubechi Grace Nwokocha Favour Ofili Blessing Okagbare |
| Tempo de qualificação – 22.80 | 3                 | USA Estados Unidos  | a                                                      |
| Tempo de qualificação – 22.80 | 2                 | GER Alemanha        | Lisa-Marie Kwayie Tatjana Pinto                        |
| Tempo de qualificação – 22.80 | 2                 | NAM Namíbia         | Beatrice Masilingi Christine Mboma                     |
| Tempo de qualificação – 22.80 | 1                 | AUS Austrália       | Riley Day                                              |
| Tempo de qualificação – 22.80 | 1                 | BRN Bahrein         | Salwa Eid Naser                                        |
| Tempo de qualificação – 22.80 | 1                 | BLR Bielorrússia    | Krystsina Tsimanouskaya                                |
| Tempo de qualificação – 22.80 | 1                 | BEL Bélgica         | Cynthia Bolingo                                        |
| Tempo de qualificação – 22.80 | 1                 | BRA Brasil          | Vitória Cristina Rosa                                  |
| Tempo de qualificação – 22.80 | 1                 | BUL Bulgária        | Ivet Lalova-Collio                                     |
| Tempo de qualificação – 22.80 | 1                 | CAN Canadá          | Crystal Emmanuel                                       |
| Tempo de qualificação – 22.80 | 1                 | FRA França          | Gémima Joseph                                          |
| Tempo de qualificação – 22.80 | 1                 | GAM Gâmbia          | Gina Bass                                              |
| Tempo de qualificação – 22.80 | 1                 | CIV Costa do Marfim | Marie-Josée Ta Lou                                     |
| Tempo de qualificação – 22.80 | 1                 | NED Países Baixos   | Dafne Schippers                                        |
| Tempo de qualificação – 22.80 | 1                 | NIG Níger           | Aminatou Seyni                                         |
| Tempo de qualificação – 22.80 | 1                 | PUR Porto Rico      | Jasmine Camacho-Quinn                                  |
| Tempo de qualificação – 22.80 | 1                 | SLO Eslovênia       | Maja Mihalinec                                         |
| Tempo de qualificação – 22.80 | 1                 | SUI Suíça           | Mujinga Kambundji                                      |
| Tempo de qualificação – 22.80 | 1                 | TJK Tajiquistão     | Gulsumbi Sharifova                                     |
| Tempo de qualificação – 22.80 | 1                 | ZAM Zâmbia          | Rhodah Njobvu                                          |
| Ranking Mundial               | 1                 |                     |                                                        |
| Vagas de Universalidade       | 2                 | PAK Paquistão       | Najma Parveen                                          |
| Vagas de Universalidade       | 2                 | PHI Filipinas       | Kristina Knott                                         |
| Total                         | 57                |                     |                                                        |

#### 400 m
| Forma de qualificação         | Número de atletas | CON | Atletas qualificadas                                        |
| ----------------------------- | ----------------- | --- | ----------------------------------------------------------- |
| Tempo de qualificação – 51.35 | 3                 | BOT Botsuana | Christine Botlogetswe Amantle Montsho Galefele Moroko       |
| Tempo de qualificação – 51.35 | 3                 | GBR Grã-Bretanha | a                                                           |
| Tempo de qualificação – 51.35 | 3                 | JAM Jamaica | a                                                           |
| Tempo de qualificação – 51.35 | 3                 | NED Países Baixos | Femke Bol Lieke Klaver Lisanne de Witte                     |
| Tempo de qualificação – 51.35 | 3                 | POL Polônia | Iga Baumgart-Witan Natalia Kaczmarek Justyna Święty-Ersetic |
| Tempo de qualificação – 51.35 | 3                 | USA Estados Unidos | a                                                           |
| Tempo de qualificação – 51.35 | 2                 | CAN Canadá | Kyra Constantine Natassha McDonald                          |
| Tempo de qualificação – 51.35 | 2                 | NAM Namíbia | Beatrice Masilingi Christine Mboma                          |
| Tempo de qualificação – 51.35 | 2                 | RUS Rússiab [[Image:Predefinição:Country flag IOC alias ANA\|22x20px\|border\|Predefinição:Country IOC alias ANA]]ANA [[Predefinição:Country IOC alias ANA nos Jogos Olímpicos de Verão de 2020\|Predefinição:Country IOC alias ANA]] | Antonina Krivoshapka Polina Miller                          |
| Tempo de qualificação – 51.35 | 1                 | AUS Austrália | Bendere Oboya                                               |
| Tempo de qualificação – 51.35 | 1                 | BAH Bahamas | Shaunae Miller-Uibo                                         |
| Tempo de qualificação – 51.35 | 1                 | BRN Bahrein | Salwa Eid Naser                                             |
| Tempo de qualificação – 51.35 | 1                 | BAR Barbados | Sada Williams                                               |
| Tempo de qualificação – 51.35 | 1                 | BEL Bélgica | Cynthia Bolingo                                             |
| Tempo de qualificação – 51.35 | 1                 | CUB Cuba | Roxana Gómez                                                |
| Tempo de qualificação – 51.35 | 1                 | CYP Chipre | Eleni Artymata                                              |
| Tempo de qualificação – 51.35 | 1                 | DOM República Dominicana | Marileidy Paulino                                           |
| Tempo de qualificação – 51.35 | 1                 | FRA França | Amandine Brossier                                           |
| Tempo de qualificação – 51.35 | 1                 | GRN Granada | Meleni Rodney                                               |
| Tempo de qualificação – 51.35 | 1                 | GUY Guiana | Aliyah Abrams                                               |
| Tempo de qualificação – 51.35 | 1                 | KEN Quênia | Hellen Syombua                                              |
| Tempo de qualificação – 51.35 | 1                 | MEX México | Paola Morán                                                 |
| Tempo de qualificação – 51.35 | 1                 | NIG Níger | Aminatou Seyni                                              |
| Tempo de qualificação – 51.35 | 1                 | POR Portugal | Cátia Azevedo                                               |
| Ranking Mundial               | 1                 | |                                                             |
| Total                         | 48                | |                                                             |

#### 800 m
| Forma de qualificação           | Número de atletas | CON                               | Atletas qualificadas                            |
| ------------------------------- | ----------------- | --------------------------------- | ----------------------------------------------- |
| Tempo de qualificação – 1:59.50 | 3                 | ETH Etiópia                       | Habitam Alemu Werkwuha Getachew Worknesh Mesele |
| Tempo de qualificação – 1:59.50 | 3                 | GBR Grã-Bretanha                  | a                                               |
| Tempo de qualificação – 1:59.50 | 3                 | KEN Quênia                        | Mary Moraa Emily Cherotich Tuei Eunice Sum      |
| Tempo de qualificação – 1:59.50 | 3                 | USA Estados Unidos                | a                                               |
| Tempo de qualificação – 1:59.50 | 2                 | AUS Austrália                     | Catriona Bisset Linden Hall                     |
| Tempo de qualificação – 1:59.50 | 2                 | CAN Canadá                        | Melissa Bishop-Nriagu Gabriela DeBues-Stafford  |
| Tempo de qualificação – 1:59.50 | 2                 | UGA Uganda                        | Halimah Nakaayi Winnie Nanyondo                 |
| Tempo de qualificação – 1:59.50 | 2                 | UKR Ucrânia                       | Olha Lyakhova Nataliya Pryshchepa               |
| Tempo de qualificação – 1:59.50 | 1                 | BHR Bahrein                       | Nelly Jepkosgei                                 |
| Tempo de qualificação – 1:59.50 | 1                 | BDI Burundi                       | Francine Niyonsaba                              |
| Tempo de qualificação – 1:59.50 | 1                 | CUB Cuba                          | Rose Mary Almanza                               |
| Tempo de qualificação – 1:59.50 | 1                 | FRA França                        | Rénelle Lamote                                  |
| Tempo de qualificação – 1:59.50 | 1                 | GER Alemanha                      | Christina Hering                                |
| Tempo de qualificação – 1:59.50 | 1                 | JAM Jamaica                       | Natoya Goule                                    |
| Tempo de qualificação – 1:59.50 | 1                 | RSA África do Sul                 | Caster Semenya                                  |
| Ranking Mundial                 | 1                 |                                   |                                                 |
| Convite do COI                  | 1                 | ROT Equipe Olímpica de Refugiados | Rose Lokonyen                                   |
| Total                           | 48                |                                   |                                                 |

#### 1500 m
| Forma de qualificação           | Número de atletas | CON                               | Atletas qualificadas                       |
| ------------------------------- | ----------------- | --------------------------------- | ------------------------------------------ |
| Tempo de qualificação – 4:04.20 | 3                 | ETH Etiópia                       | Freweyni Hailu Lemlem Hailu Diribe Welteji |
| Tempo de qualificação – 4:04.20 | 3                 | GBR Grã-Bretanha                  | a                                          |
| Tempo de qualificação – 4:04.20 | 3                 | USA Estados Unidos                | a                                          |
| Tempo de qualificação – 4:04.20 | 2                 | AUS Austrália                     | Linden Hall Jessica Hull                   |
| Tempo de qualificação – 4:04.20 | 2                 | CAN Canadá                        | Gabriela Debues-Stafford Natalia Hawthorn  |
| Tempo de qualificação – 4:04.20 | 2                 | GER Alemanha                      | Konstanze Klosterhalfen Hanna Klein        |
| Tempo de qualificação – 4:04.20 | 2                 | KEN Quênia                        | Winny Chebet Faith Kipyegon                |
| Tempo de qualificação – 4:04.20 | 2                 | UGA Uganda                        | Esther Chebet Winnie Nanyondo              |
| Tempo de qualificação – 4:04.20 | 1                 | BLR Bielorrússia                  | Daryia Barysevich                          |
| Tempo de qualificação – 4:04.20 | 1                 | BEL Bélgica                       | Elise Vanderelst                           |
| Tempo de qualificação – 4:04.20 | 1                 | IRL Irlanda                       | Ciara Mageean                              |
| Tempo de qualificação – 4:04.20 | 1                 | MAR Marrocos                      | Rababe Arafi                               |
| Tempo de qualificação – 4:04.20 | 1                 | NED Países Baixos                 | Sifan Hassan                               |
| Tempo de qualificação – 4:04.20 | 1                 | POL Polônia                       | Sofia Ennaoui                              |
| Tempo de qualificação – 4:04.20 | 1                 | ROU Romênia                       | Claudia Bobocea                            |
| Tempo de qualificação – 4:04.20 | 1                 | ESP Espanha                       | Esther Guerrero                            |
| Tempo de qualificação – 4:04.20 | 1                 | SWE Suécia                        | Yolanda Ngarambe                           |
| Ranking Mundial                 | 1                 |                                   |                                            |
| Convite do COI                  | 1                 | ROT Equipe Olímpica de Refugiados | Anjelina Lohalith                          |
| Total                           | 45                |                                   |                                            |

#### 5000 m
| Forma de qualificação            | Número de atletas | CON                | Atletas qualificadas                                  |
| -------------------------------- | ----------------- | ------------------ | ----------------------------------------------------- |
| Tempo de qualificação – 15:10.00 | 3                 | AUS Austrália      | Isobel Batt-Doyle Rose Davies Jessica Hull            |
| Tempo de qualificação – 15:10.00 | 3                 | CAN Canadá         | a                                                     |
| Tempo de qualificação – 15:10.00 | 3                 | ETH Etiópia        | Ejgayehu Taye Senbere Teferi Gudaf Tsegay             |
| Tempo de qualificação – 15:10.00 | 3                 | GER Alemanha       | Hanna Klein Konstanze Klosterhalfen Alina Reh         |
| Tempo de qualificação – 15:10.00 | 3                 | GBR Grã-Bretanha   | a                                                     |
| Tempo de qualificação – 15:10.00 | 3                 | JPN Japão          | Ririka Hironaka Hitomi Niiya Nozomi Tanaka            |
| Tempo de qualificação – 15:10.00 | 3                 | KEN Quênia         | Hellen Obiri Lilian Kasait Rengeruk Agnes Jebet Tirop |
| Tempo de qualificação – 15:10.00 | 3                 | UGA Uganda         | a                                                     |
| Tempo de qualificação – 15:10.00 | 3                 | USA Estados Unidos | a                                                     |
| Tempo de qualificação – 15:10.00 | 2                 | ERI Eritreia       | Rahel Daniel Weini Frezghi                            |
| Tempo de qualificação – 15:10.00 | 2                 | ISR Israel         | Lonah Chemtai Salpeter Selamawit Teferi               |
| Tempo de qualificação – 15:10.00 | 2                 | NED Países Baixos  | Sifan Hassan Diane van Es                             |
| Tempo de qualificação – 15:10.00 | 1                 | BRN Bahrein        | Kalkidan Gezahegne                                    |
| Tempo de qualificação – 15:10.00 | 1                 | BDI Burundi        | Francine Niyonsaba                                    |
| Tempo de qualificação – 15:10.00 | 1                 | DEN Dinamarca      | Anna Emilie Møller                                    |
| Tempo de qualificação – 15:10.00 | 1                 | ITA Itália         | Nadia Battocletti                                     |
| Tempo de qualificação – 15:10.00 | 1                 | JAM Jamaica        | Aisha Praught-Leer                                    |
| Tempo de qualificação – 15:10.00 | 1                 | MEX México         | Laura Galván                                          |
| Tempo de qualificação – 15:10.00 | 1                 | MAR Marrocos       | Siham Hilali                                          |
| Tempo de qualificação – 15:10.00 | 1                 | NZL Nova Zelândia  | Camille Buscomb                                       |
| Tempo de qualificação – 15:10.00 | 1                 | NOR Noruega        | Karoline Bjerkeli Grøvdal                             |
| Tempo de qualificação – 15:10.00 | 1                 | RSA África do Sul  | Dominique Scott                                       |
| Tempo de qualificação – 15:10.00 | 1                 | SWE Suécia         | Meraf Bahta                                           |
| Tempo de qualificação – 15:10.00 | 1                 | TUR Turquia        | Yasemin Can                                           |
| Ranking Mundial                  | 1                 |                    |                                                       |
| Total                            | 42                |                    |                                                       |

#### 10000 m
O alvo inicial de atletas qualificadas (27) foi superado.
| Forma de qualificação            | Número de atletas | CON                | Atletas qualificadas                               |
| -------------------------------- | ----------------- | ------------------ | -------------------------------------------------- |
| Tempo de qualificação – 31:25.00 | 3                 | ETH Etiópia        | Tsigie Gebreselama Tsehay Gemechu Letesenbet Gidey |
| Tempo de qualificação – 31:25.00 | 3                 | GBR Grã-Bretanha   | Jessica Judd Eilish McColgan Stephanie Twell       |
| Tempo de qualificação – 31:25.00 | 3                 | JPN Japão          | a                                                  |
| Tempo de qualificação – 31:25.00 | 3                 | KEN Quênia         | Sheila Chelangat Irene Chepet Cheptai Hellen Obiri |
| Tempo de qualificação – 31:25.00 | 3                 | USA Estados Unidos | a                                                  |
| Tempo de qualificação – 31:25.00 | 2                 | AUS Austrália      | Rose Davies Ellie Pashley                          |
| Tempo de qualificação – 31:25.00 | 2                 | BRN Bahrein        | Shitaye Eshete Kalkidan Gezahegne                  |
| Tempo de qualificação – 31:25.00 | 2                 | ERI Eritreia       | Weini Frezghi Dolshi Tesfu                         |
| Tempo de qualificação – 31:25.00 | 2                 | GER Alemanha       | Konstanze Klosterhalfen Alina Reh                  |
| Tempo de qualificação – 31:25.00 | 2                 | ISR Israel         | Lonah Chemtai Salpeter Selamawit Teferi            |
| Tempo de qualificação – 31:25.00 | 2                 | NED Países Baixos  | Sifan Hassan Susan Krumins                         |
| Tempo de qualificação – 31:25.00 | 2                 | SWE Suécia         | Meraf Bahta Sarah Lahti                            |
| Tempo de qualificação – 31:25.00 | 1                 | BDI Burundi        | Francine Niyonsaba                                 |
| Tempo de qualificação – 31:25.00 | 1                 | CAN Canadá         | Andrea Seccafien                                   |
| Tempo de qualificação – 31:25.00 | 1                 | NZL Nova Zelândia  | Camille Buscomb                                    |
| Tempo de qualificação – 31:25.00 | 1                 | NOR Noruega        | Karoline Bjerkeli Grøvdal                          |
| Tempo de qualificação – 31:25.00 | 1                 | RSA África do Sul  | Dominique Scott                                    |
| Tempo de qualificação – 31:25.00 | 1                 | TUR Turquia        | Yasemin Can                                        |
| Tempo de qualificação – 31:25.00 | 1                 | UGA Uganda         | Mercyline Chelangat                                |
| Ranking Mundial                  | 0                 |                    |                                                    |
| Total                            | 34                |                    |                                                    |

#### 100 m com barreiras
Não inclui tempos em estádios fechados
| Forma de qualificação         | Número de atletas | CON                | Atletas qualificadas                               |
| ----------------------------- | ----------------- | ------------------ | -------------------------------------------------- |
| Tempo de qualificação – 12.84 | 3                 | USA Estados Unidos | a                                                  |
| Tempo de qualificação – 12.84 | 3                 | JAM Jamaica        | a                                                  |
| Tempo de qualificação – 12.84 | 3                 | POL Polônia        | Karolina Kołeczek Klaudia Siciarz Pia Skrzyszowska |
| Tempo de qualificação – 12.84 | 2                 | AUS Austrália      | Elizabeth Clay Sally Pearson                       |
| Tempo de qualificação – 12.84 | 2                 | BAH Bahamas        | Devynne Charlton Pedrya Seymour                    |
| Tempo de qualificação – 12.84 | 2                 | BLR Bielorrússia   | Elvira Herman Alina Talay                          |
| Tempo de qualificação – 12.84 | 2                 | FIN Finlândia      | Reetta Hurske Annimari Korte                       |
| Tempo de qualificação – 12.84 | 2                 | GBR Grã-Bretanha   | Tiffany Porter Cindy Sember                        |
| Tempo de qualificação – 12.84 | 1                 | CRC Costa Rica     | Andrea Vargas                                      |
| Tempo de qualificação – 12.84 | 1                 | FRA França         | Solène Ndama                                       |
| Tempo de qualificação – 12.84 | 1                 | GER Alemanha       | Cindy Roleder                                      |
| Tempo de qualificação – 12.84 | 1                 | HUN Hungria        | Luca Kozák                                         |
| Tempo de qualificação – 12.84 | 1                 | ITA Itália         | Luminosa Bogliolo                                  |
| Tempo de qualificação – 12.84 | 1                 | NED Países Baixos  | Nadine Visser                                      |
| Tempo de qualificação – 12.84 | 1                 | NGR Nigéria        | Tobi Amusan                                        |
| Tempo de qualificação – 12.84 | 1                 | PUR Porto Rico     | Jasmine Camacho-Quinn                              |
| Ranking Mundial               | 1                 |                    |                                                    |
| Total                         | 40                |                    |                                                    |

#### 400 m com barreiras
| Forma de qualificação         | Número de atletas | CON                 | Atletas qualificadas                 |
| ----------------------------- | ----------------- | ------------------- | ------------------------------------ |
| Tempo de qualificação – 55.40 | 3                 | GBR Grã-Bretanha    | a                                    |
| Tempo de qualificação – 55.40 | 3                 | JAM Jamaica         | a                                    |
| Tempo de qualificação – 55.40 | 3                 | USA Estados Unidos  | a                                    |
| Tempo de qualificação – 55.40 | 2                 | BEL Bélgica         | Hanne Claes Paulien Couckuyt         |
| Tempo de qualificação – 55.40 | 2                 | ITA Itália          | Ayomide Folorunso Yadisleidy Pedroso |
| Tempo de qualificação – 55.40 | 2                 | UKR Ucrânia         | Anna Ryzhykova Viktoriya Tkachuk     |
| Tempo de qualificação – 55.40 | 1                 | AUS Austrália       | Sarah Carli                          |
| Tempo de qualificação – 55.40 | 1                 | BRN Bahrein         | Aminat Yusuf Jamal                   |
| Tempo de qualificação – 55.40 | 1                 | BAR Barbados        | Tia-Adana Belle                      |
| Tempo de qualificação – 55.40 | 1                 | CAN Canadá          | Sage Watson                          |
| Tempo de qualificação – 55.40 | 1                 | CUB Cuba            | Zurian Hechavarría                   |
| Tempo de qualificação – 55.40 | 1                 | CZE República Checa | Zuzana Hejnová                       |
| Tempo de qualificação – 55.40 | 1                 | DEN Dinamarca       | Sara Slott Petersen                  |
| Tempo de qualificação – 55.40 | 1                 | GER Alemanha        | Carolina Krafzik                     |
| Tempo de qualificação – 55.40 | 1                 | NED Países Baixos   | Femke Bol                            |
| Tempo de qualificação – 55.40 | 1                 | NOR Noruega         | Amalie Iuel                          |
| Tempo de qualificação – 55.40 | 1                 | PAN Panamá          | Gianna Woodruff                      |
| Tempo de qualificação – 55.40 | 1                 | POL Polônia         | Joanna Linkiewicz                    |
| Tempo de qualificação – 55.40 | 1                 | SVK Eslováquia      | Emma Zapletalová                     |
| Tempo de qualificação – 55.40 | 1                 | RSA África do Sul   | Wenda Nel                            |
| Tempo de qualificação – 55.40 | 1                 | SUI Suíça           | Léa Sprunger                         |
| Vagas de Universalidade       | 1                 | VIE Vietnã          | Quách Thị Lan                        |
| Ranking Mundial               | 1                 |                     |                                      |
| Total                         | 40                |                     |                                      |

#### 3000 m com obstáculos
| Forma de qualificação           | Número de atletas | CON                | Atletas qualificadas                                            |
| ------------------------------- | ----------------- | ------------------ | --------------------------------------------------------------- |
| Tempo de qualificação – 9:30.00 | 3                 | ETH Etiópia        | Mekides Abebe Lomi Muleta Zerfe Wondemagegn                     |
| Tempo de qualificação – 9:30.00 | 3                 | KEN Quênia         | Beatrice Chepkoech Hyvin Kiyeng Jepkemoi Purity Cherotich Kirui |
| Tempo de qualificação – 9:30.00 | 3                 | USA Estados Unidos | a                                                               |
| Tempo de qualificação – 9:30.00 | 2                 | AUS Austrália      | Amy Cashin Genevieve Gregson                                    |
| Tempo de qualificação – 9:30.00 | 2                 | GBR Grã-Bretanha   | Elizabeth Bird Aimee Pratt                                      |
| Tempo de qualificação – 9:30.00 | 2                 | GER Alemanha       | Gesa Felicitas Krause Lea Meyer                                 |
| Tempo de qualificação – 9:30.00 | 1                 | ALB Albânia        | Luiza Gega                                                      |
| Tempo de qualificação – 9:30.00 | 1                 | BRN Bahrein        | Winfred Mutile Yavi                                             |
| Tempo de qualificação – 9:30.00 | 1                 | CAN Canadá         | Geneviève Lalonde                                               |
| Tempo de qualificação – 9:30.00 | 1                 | CHN China          | Zhang Xinyan                                                    |
| Tempo de qualificação – 9:30.00 | 1                 | DEN Dinamarca      | Anna Emilie Møller                                              |
| Tempo de qualificação – 9:30.00 | 1                 | HUN Hungria        | Zita Kácser                                                     |
| Tempo de qualificação – 9:30.00 | 1                 | IRL Irlanda        | Michelle Finn                                                   |
| Tempo de qualificação – 9:30.00 | 1                 | NED Países Baixos  | Irene van der Reijken                                           |
| Tempo de qualificação – 9:30.00 | 1                 | NOR Noruega        | Karoline Bjerkeli Grøvdal                                       |
| Tempo de qualificação – 9:30.00 | 1                 | RUS Rússiab        | Olga Vovk                                                       |
| Tempo de qualificação – 9:30.00 | 1                 | SLO Eslovênia      | Maruša Mišmaš                                                   |
| Tempo de qualificação – 9:30.00 | 1                 | ESP Espanha        | Irene Sánchez-Escribano                                         |
| Tempo de qualificação – 9:30.00 | 1                 | UGA Uganda         | Peruth Chemutai                                                 |
| Ranking Mundial                 | 1                 |                    |                                                                 |
| Total                           | 45                |                    |                                                                 |

## Eventos de estrada

### Eventos de estrada masculinos

#### Maratona
A qualificação terminou em 31 de maio de 2021. Ambas as maratonas tinham um número-alvo de 80 atletas, porém um número maior de corredores preencheram os critérios de qualificação e irão competir em Sapporo, sede dos eventos de estrada. Na prova masculina, 110 atletas estarão presentes (máximo de três por nação).
| Forma de qualificação           | Número de atletas | CON                               | Atletas qualificados                                                     |
| ------------------------------- | ----------------- | --------------------------------- | ------------------------------------------------------------------------ |
| Tempo de qualificação – 2:11:30 | 3                 | AUS Austrália                     | Liam Adams Jack Rayner Brett Robinson                                    |
| Tempo de qualificação – 2:11:30 | 3                 | BRN Bahrein                       | a                                                                        |
| Tempo de qualificação – 2:11:30 | 3                 | BEL Bélgica                       | Bashir Abdi Dieter Kersten Koen Naert                                    |
| Tempo de qualificação – 2:11:30 | 3                 | BRA Brasil                        | Daniel Chaves da Silva Daniel Ferreira do Nascimento Paulo Roberto Paula |
| Tempo de qualificação – 2:11:30 | 3                 | CAN Canadá                        | Trevor Hofbauer Cameron Levins Ben Preisner                              |
| Tempo de qualificação – 2:11:30 | 3                 | CHN China                         | Dong Guojian Peng Jianhua Yang Shaohui                                   |
| Tempo de qualificação – 2:11:30 | 3                 | ERI Eritreia                      | a                                                                        |
| Tempo de qualificação – 2:11:30 | 3                 | ETH Etiópia                       | Lelisa Desisa Shura Kitata Sisay Lemma                                   |
| Tempo de qualificação – 2:11:30 | 3                 | FRA França                        | Morhad Amdouni Hassan Chahdi Nicolas Navarro                             |
| Tempo de qualificação – 2:11:30 | 3                 | GER Alemanha                      | Amanal Petros Hendrik Pfeiffer Richard Ringer                            |
| Tempo de qualificação – 2:11:30 | 3                 | GBR Grã-Bretanha                  | Ben Connor Callum Hawkins Chris Thompson                                 |
| Tempo de qualificação – 2:11:30 | 3                 | IRL Irlanda                       | Paul Pollock Stephen Scullion Kevin Seaward                              |
| Tempo de qualificação – 2:11:30 | 3                 | ISR Israel                        | Haimro Alame Girmaw Amare Marhu Teferi                                   |
| Tempo de qualificação – 2:11:30 | 3                 | ITA Itália                        | a                                                                        |
| Tempo de qualificação – 2:11:30 | 3                 | JPN Japão                         | Yuma Hattori Shogo Nakamura Suguru Osako                                 |
| Tempo de qualificação – 2:11:30 | 3                 | KEN Quênia                        | Lawrence Cherono Eliud Kipchoge Amos Kipruto                             |
| Tempo de qualificação – 2:11:30 | 3                 | MEX México                        | Jesús Arturo Esparza Juan Pacheco José Luis Santana                      |
| Tempo de qualificação – 2:11:30 | 3                 | MAR Marrocos                      | a                                                                        |
| Tempo de qualificação – 2:11:30 | 3                 | NED Países Baixos                 | Khalid Choukoud Abdi Nageeye Bart van Nunen                              |
| Tempo de qualificação – 2:11:30 | 3                 | POL Polônia                       | a                                                                        |
| Tempo de qualificação – 2:11:30 | 3                 | RSA África do Sul                 | Elroy Gelant Desmond Mokgobu Stephen Mokoka                              |
| Tempo de qualificação – 2:11:30 | 3                 | ESP Espanha                       | a                                                                        |
| Tempo de qualificação – 2:11:30 | 3                 | SWE Suécia                        | Ebba Tulu Chala Mustafa Mohamed David Nilsson                            |
| Tempo de qualificação – 2:11:30 | 3                 | TUR Turquia                       | Yavuz Ağralı Polat Kemboi Arıkan Kaan Kigen Özbilen                      |
| Tempo de qualificação – 2:11:30 | 3                 | UGA Uganda                        | Felix Chemonges Stephen Kiprotich Fred Musobo                            |
| Tempo de qualificação – 2:11:30 | 3                 | UKR Ucrânia                       | Bohdan-Ivan Horodyskyy Mykola Nyzhnyk Oleksandr Sitkovskyy               |
| Tempo de qualificação – 2:11:30 | 3                 | USA Estados Unidos                | Abdi Abdirahman Jacob Riley Galen Rupp                                   |
| Tempo de qualificação – 2:11:30 | 2                 | ARG Argentina                     | Joaquín Arbe Eulalio Muñoz                                               |
| Tempo de qualificação – 2:11:30 | 2                 | AUT Áustria                       | Peter Herzog Lemawork Ketema                                             |
| Tempo de qualificação – 2:11:30 | 2                 | COL Colômbia                      | Ivan Dario Gonzalez Jeisson Suarez                                       |
| Tempo de qualificação – 2:11:30 | 2                 | DEN Dinamarca                     | Thijs Nijhuis Abdi Hakin Ulad                                            |
| Tempo de qualificação – 2:11:30 | 2                 | EST Estônia                       | Roman Fosti Tiidrek Nurme                                                |
| Tempo de qualificação – 2:11:30 | 2                 | MGL Mongólia                      | Tseveenravdangiin Byambajav Bat-Ochiryn Ser-Od                           |
| Tempo de qualificação – 2:11:30 | 2                 | NZL Nova Zelândia                 | Malcolm Hicks Zane Robertson                                             |
| Tempo de qualificação – 2:11:30 | 2                 | RWA Ruanda                        | John Hakizimana Félicien Muhitira                                        |
| Tempo de qualificação – 2:11:30 | 2                 | KOR Coreia do Sul                 | Oh Joo-han Shim Jung-sub                                                 |
| Tempo de qualificação – 2:11:30 | 2                 | TAN Tanzânia                      | Gabriel Geay Alphonce Simbu                                              |
| Tempo de qualificação – 2:11:30 | 1                 | BDI Burundi                       | Olivier Irabaruta                                                        |
| Tempo de qualificação – 2:11:30 | 1                 | LES Lesoto                        | Khoarahlane Seutloali                                                    |
| Tempo de qualificação – 2:11:30 | 1                 | NAM Namíbia                       | Tomas Hilifa Rainhold                                                    |
| Tempo de qualificação – 2:11:30 | 1                 | PRK Coreia do Norte               | Ri Kang-bom                                                              |
| Tempo de qualificação – 2:11:30 | 1                 | NOR Noruega                       | Sondre Nordstad Moen                                                     |
| Tempo de qualificação – 2:11:30 | 1                 | PAN Panamá                        | Jorge Castelblanco                                                       |
| Tempo de qualificação – 2:11:30 | 1                 | PAR Paraguai                      | Derlis Ayala                                                             |
| Tempo de qualificação – 2:11:30 | 1                 | PER Peru                          | Cristhian Pacheco                                                        |
| Tempo de qualificação – 2:11:30 | 1                 | ROT Equipe Olímpica de Refugiados | Tachlowini Gabriyesos                                                    |
| Tempo de qualificação – 2:11:30 | 1                 | SUI Suíça                         | Tadesse Abraham                                                          |
| Tempo de qualificação – 2:11:30 | 1                 | UZB Uzbequistão                   | Andrey Petrov                                                            |
| Ranking Mundial                 | 0                 |                                   |                                                                          |
| Total                           | 110               |                                   |                                                                          |

#### Marcha atlética 20 km
Número de atletas: 60.
| Forma de qualificação           | Número de atletas | CON | Atletas qualificados                            |
| ------------------------------- | ----------------- | --- | ----------------------------------------------- |
| Tempo de qualificação – 1:21:00 | 3                 | CHN China | a                                               |
| Tempo de qualificação – 1:21:00 | 3                 | IND Índia | Irfan Kolothum Thodi Sandeep Kumar Rahul Rohila |
| Tempo de qualificação – 1:21:00 | 3                 | ITA Itália | a                                               |
| Tempo de qualificação – 1:21:00 | 3                 | JPN Japão | a                                               |
| Tempo de qualificação – 1:21:00 | 3                 | MEX México | a                                               |
| Tempo de qualificação – 1:21:00 | 3                 | ESP Espanha | a                                               |
| Tempo de qualificação – 1:21:00 | 2                 | AUS Austrália | Dane Bird-Smith Rhydian Cowley                  |
| Tempo de qualificação – 1:21:00 | 2                 | BRA Brasil | Caio Bonfim Matheus Corrêa                      |
| Tempo de qualificação – 1:21:00 | 2                 | COL Colômbia | Éider Arévalo José Montaña                      |
| Tempo de qualificação – 1:21:00 | 2                 | ECU Equador | Andrés Chocho Brian Pintado                     |
| Tempo de qualificação – 1:21:00 | 2                 | FRA França | Gabriel Bordier Kévin Campion                   |
| Tempo de qualificação – 1:21:00 | 2                 | GER Alemanha | Nils Brembach Christopher Linke                 |
| Tempo de qualificação – 1:21:00 | 2                 | GBR Grã-Bretanha | Tom Bosworth Callum Wilkinson                   |
| Tempo de qualificação – 1:21:00 | 2                 | GUA Guatemala | José Alejandro Barrondo José Ortiz              |
| Tempo de qualificação – 1:21:00 | 2                 | UKR Ucrânia | Ivan Losev Eduard Zabuzhenko                    |
| Tempo de qualificação – 1:21:00 | 1                 | [[Image:Predefinição:Country flag IOC alias ANA\|22x20px\|border\|Predefinição:Country IOC alias ANA]]ANA [[Predefinição:Country IOC alias ANA nos Jogos Olímpicos de Verão de 2020\|Predefinição:Country IOC alias ANA]]b | Vasiliy Mizinov                                 |
| Tempo de qualificação – 1:21:00 | 1                 | IRL Irlanda | Alex Wright                                     |
| Tempo de qualificação – 1:21:00 | 1                 | KAZ Cazaquistão | Georgiy Sheiko                                  |
| Tempo de qualificação – 1:21:00 | 1                 | KEN Quênia | Samuel Gathimba                                 |
| Tempo de qualificação – 1:21:00 | 1                 | LTU Lituânia | Marius Žiūkas                                   |
| Tempo de qualificação – 1:21:00 | 1                 | RSA África do Sul | Wayne Snyman                                    |
| Tempo de qualificação – 1:21:00 | 1                 | KOR Coreia do Sul | Choe Byeong-kwang                               |
| Tempo de qualificação – 1:21:00 | 1                 | SWE Suécia | Perseus Karlström                               |
| Tempo de qualificação – 1:21:00 | 1                 | TUR Turquia | Salih Korkmaz                                   |
| Ranking Mundial                 | 1                 | |                                                 |
| Total                           | 60                | |                                                 |

#### Marcha atlética 50 kg
O período de qualificação terminou em 31 de maio de 2021. O tempo de qualificação para a prova masculina era de 3:50:00. O número-alvo era de 60 atletas (máximo de três por nação) e 38 atletas conseguiram a marca, deixando 22 vagas para qualificação pelo ranking mundial.
| Forma de qualificação           | Número de atletas | CON | Atletas qualificados                             |
| ------------------------------- | ----------------- | --- | ------------------------------------------------ |
| Tempo de qualificação – 3:50:00 | 3                 | CHN China | a                                                |
| Tempo de qualificação – 3:50:00 | 3                 | GER Alemanha | Carl Dohmann Jonathan Hilbert Nathaniel Seiler   |
| Tempo de qualificação – 3:50:00 | 3                 | JPN Japão | a                                                |
| Tempo de qualificação – 3:50:00 | 3                 | [[Image:Predefinição:Country flag IOC alias ITAVerão de 2020\|22x20px\|border\|Predefinição:Country IOC alias ITAVerão de 2020]]ITAVerão de 2020 [[Predefinição:Country IOC alias ITAVerão de 2020 nos Jogos Olímpicos\|Predefinição:Country IOC alias ITAVerão de 2020]] | Andrea Agrusti Teodorico Caporaso Stefano Chiesa |
| Tempo de qualificação – 3:50:00 | 3                 | POL Polônia | Rafał Augustyn Artur Brzozowski Dawid Tomala     |
| Tempo de qualificação – 3:50:00 | 2                 | COL Colômbia | Diego Pinzón Jorge Ruíz                          |
| Tempo de qualificação – 3:50:00 | 2                 | ECU Equador | Andrés Chocho Claudio Villanueva                 |
| Tempo de qualificação – 3:50:00 | 2                 | FIN Finlândia | Aleksi Ojala Aku Partanen                        |
| Tempo de qualificação – 3:50:00 | 2                 | GUA Guatemala | Bernardo Uriel Barrondo Luis Ángel Sánchez       |
| Tempo de qualificação – 3:50:00 | 2                 | MEX México | Isaac Palma Horacio Nava                         |
| Tempo de qualificação – 3:50:00 | 2                 | ESP Espanha | Luis Manuel Corchete Marc Tur                    |
| Tempo de qualificação – 3:50:00 | 2                 | UKR Ucrânia | Ivan Banzeruk Maryan Zakalnytskyy                |
| Tempo de qualificação – 3:50:00 | 1                 | BLR Bielorrússia | Dzmitry Dziubin                                  |
| Tempo de qualificação – 3:50:00 | 1                 | CAN Canadá | Evan Dunfee                                      |
| Tempo de qualificação – 3:50:00 | 1                 | FRA França | Yohann Diniz                                     |
| Tempo de qualificação – 3:50:00 | 1                 | IRL Irlanda | Brendan Boyce                                    |
| Tempo de qualificação – 3:50:00 | 1                 | LTU Lituânia | Arturas Mastianica                               |
| Tempo de qualificação – 3:50:00 | 1                 | NZL Nova Zelândia | Quentin Rew                                      |
| Tempo de qualificação – 3:50:00 | 1                 | NOR Noruega | Håvard Haukenes                                  |
| Tempo de qualificação – 3:50:00 | 1                 | POR Portugal | João Vieira                                      |
| Tempo de qualificação – 3:50:00 | 1                 | SVK Eslováquia | Matej Tóth                                       |
| Ranking Mundial                 | 2                 | HUN Hungria | Bence Venyercsán Máté Helebrandt                 |
| Ranking Mundial                 | 2                 | CZE República Checa | Vít Hlaváč Lukáš Gdula                           |
| Ranking Mundial                 | 2                 | LAT Letônia | Arnis Rumbenieks Ruslans Smolonskis              |
| Ranking Mundial                 | 2                 | GBR Grã-Bretanha | Cameron Corbishley Dominic King                  |
| Ranking Mundial                 | 1                 | MEX México | José Leyver                                      |
| Ranking Mundial                 | 1                 | COL Colômbia | José Montaña                                     |
| Ranking Mundial                 | 1                 | FIN Finlândia | Jarkko Kinnunen                                  |
| Ranking Mundial                 | 1                 | GUA Guatemala | Érick Bernabé Barrondo                           |
| Ranking Mundial                 | 1                 | CAN Canadá | Mathieu Bilodeau                                 |
| Ranking Mundial                 | 1                 | IRL Irlanda | Alex Wright                                      |
| Ranking Mundial                 | 1                 | SVK Eslováquia | Michal Morvay                                    |
| Ranking Mundial                 | 1                 | ESP Espanha | Jesús Ángel García                               |
| Ranking Mundial                 | 1                 | UKR Ucrânia | Ihor Hlavan                                      |
| Ranking Mundial                 | 1                 | AUS Austrália | Rhydian Cowley                                   |
| Ranking Mundial                 | 1                 | BRA Brasil | Caio Bonfim                                      |
| Ranking Mundial                 | 1                 | GRE Grécia | Alexandros Papamichail                           |
| Ranking Mundial                 | 1                 | ROU Romênia | Marius Cocioran                                  |
| Ranking Mundial                 | 1                 | RSA África do Sul | Marc Mundell                                     |
| Total                           | 60                | |                                                  |

### Eventos de estrada femininos

#### Maratona
A qualificação acabou em 31 de maio de 2021. Ambas as maratonas tinham um número-alvo de 80 atletas, porém um número maior de atletas preencheram os critérios de qualificação e irão competir em Sapporo, sede dos eventos olímpicos de estrada. Na prova feminina, 102 atletas estarão presentes (máximo de três por nação):
- Por tempo de entrada: 96
- Pela posição em competições designadas: 4
- Pelo ranking mundial, para completar o número-alvo de 80: 0
- Por vagas de universalidade: 2

| Forma de qualificação           | Número de atletas | CON | Atletas qualificadas                                      |
| ------------------------------- | ----------------- | --- | --------------------------------------------------------- |
| Tempo de qualificação – 2:29:30 | 3                 | AUS Austrália | Sinead Diver Ellie Pashley Lisa Weightman                 |
| Tempo de qualificação – 2:29:30 | 3                 | BRN Bahrein | a                                                         |
| Tempo de qualificação – 2:29:30 | 3                 | BLR Bielorrússia | Nastassia Ivanova Volha Mazuronak Nina Savina             |
| Tempo de qualificação – 2:29:30 | 3                 | CAN Canadá | Malindi Elmore Dayna Pidhoresky Natasha Wodak             |
| Tempo de qualificação – 2:29:30 | 3                 | CHN China | Bai Li Li Zhixuan Zhang Deshun                            |
| Tempo de qualificação – 2:29:30 | 3                 | CZE República Checa | a                                                         |
| Tempo de qualificação – 2:29:30 | 3                 | ETH Etiópia | Birhane Dibaba Roza Dereje Tigist Girma                   |
| Tempo de qualificação – 2:29:30 | 3                 | GER Alemanha | Melat Yisak Kejeta Deborah Schöneborn Katharina Steinruck |
| Tempo de qualificação – 2:29:30 | 3                 | GBR Grã-Bretanha | Stephanie Davis Jess Piasecki Stephanie Twell             |
| Tempo de qualificação – 2:29:30 | 3                 | JPN Japão | Honami Maeda Ayuko Suzuki Mao Ichiyama                    |
| Tempo de qualificação – 2:29:30 | 3                 | KEN Quênia | Ruth Chepngetich Peres Jepchirchir Brigid Kosgei          |
| Tempo de qualificação – 2:29:30 | 3                 | KGZ Quirguistão | Iuliia Andreeva Mariya Korobitskaya Darya Maslova         |
| Tempo de qualificação – 2:29:30 | 3                 | MEX México | Andrea Ramírez Limón Úrsula Sánchez Daniela Torres Huerta |
| Tempo de qualificação – 2:29:30 | 3                 | MAR Marrocos | Rkia El Moukim Souad Kanbouchia Majida Maayouf            |
| Tempo de qualificação – 2:29:30 | 3                 | PRK Coreia do Norte | Jo Un-ok Kim Ji-hyang Ri Kwang-ok                         |
| Tempo de qualificação – 2:29:30 | 3                 | POL Polônia | a                                                         |
| Tempo de qualificação – 2:29:30 | 3                 | POR Portugal | Sara Moreira Catarina Ribeiro Carla Salomé Rocha          |
| Tempo de qualificação – 2:29:30 | 3                 | ESP Espanha | Marta Galimany Elena Loyo Laura Méndez Esquer             |
| Tempo de qualificação – 2:29:30 | 3                 | SWE Suécia | Carolina Wikström Charlotta Fougberg Hanna Lindholm       |
| Tempo de qualificação – 2:29:30 | 3                 | UKR Ucrânia | a                                                         |
| Tempo de qualificação – 2:29:30 | 3                 | USA Estados Unidos | Sally Kipyego Molly Seidel Aliphine Tuliamuk              |
| Tempo de qualificação – 2:29:30 | 2                 | BEL Bélgica | Mieke Gorissen Hanne Verbruggen                           |
| Tempo de qualificação – 2:29:30 | 2                 | CRO Croácia | Bojana Bjeljac Matea Parlov Koštro                        |
| Tempo de qualificação – 2:29:30 | 2                 | ECU Equador | Andrea Bonilla Rosa Chacha                                |
| Tempo de qualificação – 2:29:30 | 2                 | ERI Eritreia | Kokob Tesfagaber Solomon Nazret Weldu                     |
| Tempo de qualificação – 2:29:30 | 2                 | IRL Irlanda | Aoife Cooke Fionnuala McCormack                           |
| Tempo de qualificação – 2:29:30 | 2                 | ISR Israel | Lonah Chemtai Salpeter Maor Tiyouri                       |
| Tempo de qualificação – 2:29:30 | 2                 | ITA Itália | Sara Dossena Giovanna Epis                                |
| Tempo de qualificação – 2:29:30 | 2                 | NED Países Baixos | Andrea Deelstra Jill Holterman                            |
| Tempo de qualificação – 2:29:30 | 2                 | PER Peru | Jovana de la Cruz Gladys Tejeda                           |
| Tempo de qualificação – 2:29:30 | 2                 | RUS Rússiab [[Image:Predefinição:Country flag IOC alias ANA\|22x20px\|border\|Predefinição:Country IOC alias ANA]]ANA [[Predefinição:Country IOC alias ANA nos Jogos Olímpicos de 2020 Summer\|Predefinição:Country IOC alias ANA]] | Marina Kovalyova Sardana Trofimova                        |
| Tempo de qualificação – 2:29:30 | 2                 | RSA África do Sul | Gerda Steyn Irvette van Zyl                               |
| Tempo de qualificação – 2:29:30 | 2                 | KOR Coreia do Sul | Ahn Seul-ki Choi Kyung-sun                                |
| Tempo de qualificação – 2:29:30 | 2                 | SUI Suíça | Fabienne Schlumpf Martina Strähl                          |
| Tempo de qualificação – 2:29:30 | 2                 | UGA Uganda | Juliet Chekwel Immaculate Chemutai                        |
| Tempo de qualificação – 2:29:30 | 1                 | ARG Argentina | Marcela Cristina Gomes                                    |
| Tempo de qualificação – 2:29:30 | 1                 | COL Colômbia | Angie Orjuela                                             |
| Tempo de qualificação – 2:29:30 | 1                 | FRA França | Susan Jeptooo Kipsang                                     |
| Tempo de qualificação – 2:29:30 | 1                 | KAZ Cazaquistão | Zhanna Mamazhanova                                        |
| Tempo de qualificação – 2:29:30 | 1                 | LES Lesoto | Neheng Khatala                                            |
| Tempo de qualificação – 2:29:30 | 1                 | MDA Moldávia | Lilia Fisikovici                                          |
| Tempo de qualificação – 2:29:30 | 1                 | MGL Mongólia | Munkhzaya Bayartsogt                                      |
| Tempo de qualificação – 2:29:30 | 1                 | NAM Namíbia | Helalia Johannes                                          |
| Tempo de qualificação – 2:29:30 | 1                 | NZL Nova Zelândia | Alice Mason                                               |
| Tempo de qualificação – 2:29:30 | 1                 | TAN Tanzânia | Failuna Matanga                                           |
| Tempo de qualificação – 2:29:30 | 1                 | TUR Turquia | Meryem Erdoğan                                            |
| Tempo de qualificação – 2:29:30 | 1                 | UZB Uzbequistão | Ekaterina Tunguskova                                      |
| Ranking Mundial                 | 0                 | |                                                           |
| Vagas de Universalidade         | 1                 | LBN Líbano | Chirine Njeim                                             |
| Vagas de Universalidade         | 1                 | SOL Ilhas Salomão | Sharon Firisua                                            |
| Total                           | 102               | |                                                           |

#### Marcha atlética 20 kg
| Forma de qualificação           | Número de atletas | CON | Atletas qualificadas                          |
| ------------------------------- | ----------------- | --- | --------------------------------------------- |
| Tempo de qualificação – 1:31:00 | 3                 | CHN China | a                                             |
| Tempo de qualificação – 1:31:00 | 3                 | ECU Equador | Karla Jaramillo Glenda Morejón Paola Pérez    |
| Tempo de qualificação – 1:31:00 | 3                 | ITA Itália | a                                             |
| Tempo de qualificação – 1:31:00 | 3                 | MEX México | Alegna González Ilse Guerrero Valeria Ortuño  |
| Tempo de qualificação – 1:31:00 | 3                 | RUS Rússiab [[Image:Predefinição:Country flag IOC alias ANA\|22x20px\|border\|Predefinição:Country IOC alias ANA]]ANA [[Predefinição:Country IOC alias ANA nos Jogos Olímpicos de 2020 Summer\|Predefinição:Country IOC alias ANA]] | a Elvira Khasanova                            |
| Tempo de qualificação – 1:31:00 | 3                 | ESP Espanha | Laura García-Caro Raquel González María Pérez |
| Tempo de qualificação – 1:31:00 | 3                 | UKR Ucrânia | a                                             |
| Tempo de qualificação – 1:31:00 | 2                 | AUS Austrália | Katie Hayward Jemima Montag                   |
| Tempo de qualificação – 1:31:00 | 2                 | BLR Bielorrússia | Viktoryia Rashchupkina Anna Terlyukevich      |
| Tempo de qualificação – 1:31:00 | 2                 | COL Colômbia | Sandra Arenas Sandra Galvis                   |
| Tempo de qualificação – 1:31:00 | 2                 | GUA Guatemala | Mayra Herrera Mirna Ortiz                     |
| Tempo de qualificação – 1:31:00 | 2                 | IND Índia | Priyanka Goswami Bhawna Jat                   |
| Tempo de qualificação – 1:31:00 | 2                 | JPN Japão | Nanako Fujii Kumiko Okada                     |
| Tempo de qualificação – 1:31:00 | 2 1               | LTU Lituânia | Živilė Vaiciukevičiūtė Brigita Virbalytė      |
| Tempo de qualificação – 1:31:00 | 2                 | PER Peru | Mary Luz Andia Kimberly García                |
| Tempo de qualificação – 1:31:00 | 2                 | TUR Turquia | Meryem Bekmez Ayşe Tekdal                     |
| Tempo de qualificação – 1:31:00 | 1                 | BRA Brasil | Érica de Sena                                 |
| Tempo de qualificação – 1:31:00 | 1                 | CRC Costa Rica | Noelia Vargas                                 |
| Tempo de qualificação – 1:31:00 | 1                 | CZE República Checa | Tereza Ďurdiaková                             |
| Tempo de qualificação – 1:31:00 | 1                 | GER Alemanha | Saskia Feige                                  |
| Tempo de qualificação – 1:31:00 | 1                 | GRE Grécia | Antigoni Drisbioti                            |
| Tempo de qualificação – 1:31:00 | 1                 | KAZ Cazaquistão | Ayman Ratova                                  |
| Tempo de qualificação – 1:31:00 | 1                 | KEN Quênia | Emily Wamusyi Ngii                            |
| Tempo de qualificação – 1:31:00 | 1                 | POL Polônia | Katarzyna Zdziebło                            |
| Tempo de qualificação – 1:31:00 | 1                 | POR Portugal | Ana Cabecinha                                 |
| Ranking Mundial                 | 1                 | |                                               |
| Total                           | 60                | |                                               |

## Eventos de campo

### Eventos de campo masculinos

#### Salto em altura
Número de atletas: 32.
| Forma de qualificação        | Número de atletas | CON | Atletas qualificados              |
| ---------------------------- | ----------------- | --- | --------------------------------- |
| Marca de qualificação – 2.33 | 3                 | USA Estados Unidos | a                                 |
| Marca de qualificação – 2.33 | 2                 | [[Image:Predefinição:Country flag IOC alias ANA\|22x20px\|border\|Predefinição:Country IOC alias ANA]]ANA [[Predefinição:Country IOC alias ANA nos Jogos Olímpicos de Verão de 2020\|Predefinição:Country IOC alias ANA]]b | Mikhail Akimenko Ilya Ivanyuk     |
| Marca de qualificação – 2.33 | 2                 | ITA Itália | Stefano Sottile Gianmarco Tamberi |
| Marca de qualificação – 2.33 | 1                 | AUS Austrália | Brandon Starc                     |
| Marca de qualificação – 2.33 | 1                 | BAH Bahamas | Jamal Wilson                      |
| Marca de qualificação – 2.33 | 1                 | BLR Bielorrússia | Maksim Nedasekau                  |
| Marca de qualificação – 2.33 | 1                 | CUB Cuba | Luis Zayas                        |
| Marca de qualificação – 2.33 | 1                 | GBR Grã-Bretanha | Tom Gale                          |
| Marca de qualificação – 2.33 | 1                 | KEN Quênia | Mathew Sawe                       |
| Marca de qualificação – 2.33 | 1                 | QAT Catar | Mutaz Essa Barshim                |
| Marca de qualificação – 2.33 | 1                 | SUI Suíça | Loïc Gasch                        |
| Marca de qualificação – 2.33 | 1                 | UKR Ucrânia | Andriy Protsenko                  |
| Ranking Mundial              | 1                 | |                                   |
| Total                        | 32                | |                                   |

#### Salto com vara
Número de atletas: 32.
| Forma de qualificação        | Número de atletas  | CON                                                 | Atletas qualificados |
| ---------------------------- | ------------------ | --------------------------------------------------- | -------------------- |
| Marca de qualificação – 5.80 |                    |                                                     |                      |
| 3                            | FRA França         | Ethan Cormont Renaud Lavillenie Valentin Lavillenie |                      |
| 3                            | GER Alemanha       | Torben Blech Raphael Holzdeppe Oleg Zernikel        |                      |
| 3                            | USA Estados Unidos | a                                                   |                      |
| 2                            | BRA Brasil         | Thiago Braz Augusto Dutra                           |                      |
| 2                            | POL Polônia        | Piotr Lisek Paweł Wojciechowski                     |                      |
| 1                            | AUS Austrália      | Kurtis Marschall                                    |                      |
| 1                            | BEL Bélgica        | Ben Broeders                                        |                      |
| 1                            | GBR Grã-Bretanha   | Harry Coppell                                       |                      |
| 1                            | NED Países Baixos  | Menno Vloon                                         |                      |
| 1                            | NOR Noruega        | Sondre Guttormsen                                   |                      |
| 1                            | PHI Filipinas      | Ernest Obiena                                       |                      |
| 1                            | RUS Rússiab        | Timur Morgunov                                      |                      |
| 1                            | KOR Coreia do Sul  | Jin Min-sub                                         |                      |
| 1                            | SWE Suécia         | Armand Duplantis                                    |                      |
| Ranking Mundial              | 1                  |                                                     |                      |
| Total                        | 32                 |                                                     |                      |

#### Salto em distância
Número de atletas: 32.
| Forma de qualificação        | Número de atletas | CON                   | Atletas qualificados                              |
| ---------------------------- | ----------------- | --------------------- | ------------------------------------------------- |
| Marca de qualificação – 8.22 | 3                 | CHN China             | Gao Xinglong Huang Changzhou Zhang Yaoguang       |
| Marca de qualificação – 8.22 | 3                 | CUB Cuba              | Juan Miguel Echevarría Lester Lescay Maykel Massó |
| Marca de qualificação – 8.22 | 3                 | JPN Japão             | Yuki Hashioka Shotaro Shiroyama Hibiki Tsuha      |
| Marca de qualificação – 8.22 | 2                 | RSA África do Sul     | Cheswill Johnson Luvo Manyonga Ruswahl Samaai     |
| Marca de qualificação – 8.22 | 3                 | USA Estados Unidos    | a                                                 |
| Marca de qualificação – 8.22 | 2                 | JAM Jamaica           | Tajay Gayle Carey McLeod                          |
| Marca de qualificação – 8.22 | 1                 | BRA Brasil            | Samory Fraga                                      |
| Marca de qualificação – 8.22 | 1                 | CAN Canadá            | Damian Warner                                     |
| Marca de qualificação – 8.22 | 1                 | FIN Finlândia         | Kristian Pulli                                    |
| Marca de qualificação – 8.22 | 1                 | GRE Grécia            | Miltiadis Tentoglou                               |
| Marca de qualificação – 8.22 | 1                 | IND Índia             | M. Sreeshankar                                    |
| Marca de qualificação – 8.22 | 1                 | SWE Suécia            | Thobias Montler                                   |
| Marca de qualificação – 8.22 | 1                 | TTO Trinidad e Tobago | Andwuelle Wright                                  |
| Ranking Mundial              | 1                 |                       |                                                   |
| Total                        | 32                |                       |                                                   |

#### Salto triplo
Número de atletas: 32.
| Forma de qualificação         | Número de atletas | CON                | Atletas qualificados                   |
| ----------------------------- | ----------------- | ------------------ | -------------------------------------- |
| Marca de qualificação – 17.14 | 3                 | CHN China          | Fang Yaoqing Wu Ruiting Zhu Yaming     |
| Marca de qualificação – 17.14 | 3                 | CUB Cuba           | Andy Díaz Jordan Díaz Cristian Nápoles |
| Marca de qualificação – 17.14 | 3                 | USA Estados Unidos | a                                      |
| Marca de qualificação – 17.14 | 2                 | BRA Brasil         | Almir dos Santos Alexsandro Melo       |
| Marca de qualificação – 17.14 | 2                 | ITA Itália         | Emmanuel Ihemeje Andrea Dallavalle     |
| Marca de qualificação – 17.14 | 1                 | ALG Argélia        | Yasser Triki                           |
| Marca de qualificação – 17.14 | 1                 | AZE Azerbaijão     | Nazim Babayev                          |
| Marca de qualificação – 17.14 | 1                 | BUR Burquina Fasso | Hugues Fabrice Zango                   |
| Marca de qualificação – 17.14 | 1                 | FRA França         | Melvin Raffin                          |
| Marca de qualificação – 17.14 | 1                 | GEO Geórgia        | Lasha Gulelauri                        |
| Marca de qualificação – 17.14 | 1                 | GBR Grã-Bretanha   | Ben Williams                           |
| Marca de qualificação – 17.14 | 1                 | JAM Jamaica        | Carey McLeod                           |
| Marca de qualificação – 17.14 | 1                 | POR Portugal       | Pedro Pichardo                         |
| Marca de qualificação – 17.14 | 1                 | RUS Rússiab        | Dmitry Sorokin                         |
| Marca de qualificação – 17.14 | 1                 | ESP Espanha        | Pablo Torrijos                         |
| Marca de qualificação – 17.14 | 1                 | TUR Turquia        | Necati Er                              |
| Ranking Mundial               | 1                 |                    |                                        |
| Total                         | 32                |                    |                                        |

#### Arremesso de peso
Número de atletas: 32.
| Forma de qualificação         | Número de atletas | CON                          | Atletas qualificados                          |
| ----------------------------- | ----------------- | ---------------------------- | --------------------------------------------- |
| Marca de qualificação – 21.10 | 3                 | USA Estados Unidos           | Ryan Crouser Joe Kovacs Payton Otterdahl      |
| Marca de qualificação – 21.10 | 2                 | EGY Egito                    | Mostafa Amr Hassan Mohamed Magdi Hamza Khalif |
| Marca de qualificação – 21.10 | 2                 | ITA Itália                   | Leonardo Fabbri Zane Weir                     |
| Marca de qualificação – 21.10 | 2                 | NZL Nova Zelândia            | Jacko Gill Tom Walsh                          |
| Marca de qualificação – 21.10 | 2                 | POL Polônia                  | Konrad Bukowiecki Michał Haratyk              |
| Marca de qualificação – 21.10 | 2                 | RSA África do Sul            | Kyle Blignaut Jason van Rooyen                |
| Marca de qualificação – 21.10 | 1                 | BHR Bahrein                  | Abdelrahman Mahmoud                           |
| Marca de qualificação – 21.10 | 1                 | BIH Bósnia e Herzegovina     | Mesud Pezer                                   |
| Marca de qualificação – 21.10 | 1                 | BRA Brasil                   | Darlan Romani                                 |
| Marca de qualificação – 21.10 | 1                 | IVB Ilhas Virgens Britânicas | Eldred Henry                                  |
| Marca de qualificação – 21.10 | 1                 | CAN Canadá                   | Tim Nedow                                     |
| Marca de qualificação – 21.10 | 1                 | CRO Croácia                  | Filip Mihaljević                              |
| Marca de qualificação – 21.10 | 1                 | CZE República Checa          | Tomáš Staněk                                  |
| Marca de qualificação – 21.10 | 1                 | GEO Geórgia                  | Giorgi Mujaridze                              |
| Marca de qualificação – 21.10 | 1                 | GBR Grã-Bretanha             | Scott Lincoln                                 |
| Marca de qualificação – 21.10 | 1                 | LUX Luxemburgo               | Bob Bertemes                                  |
| Marca de qualificação – 21.10 | 1                 | NGR Nigéria                  | Chukwuebuka Enekwechi                         |
| Marca de qualificação – 21.10 | 1                 | POR Portugal                 | Francisco Belo                                |
| Marca de qualificação – 21.10 | 1                 | RUS Rússiab                  | Aleksandr Lesnoy                              |
| Marca de qualificação – 21.10 | 1                 | ROU Romênia                  | Andrei Rares Toader                           |
| Marca de qualificação – 21.10 | 1                 | SRB Sérvia                   | Armin Sinančević                              |
| Marca de qualificação – 21.10 | 1                 | SWE Suécia                   | Wictor Petersson                              |
| Marca de qualificação – 21.10 | 1                 | UKR Ucrânia                  | Ihor Musiyenko                                |
| Ranking Mundial               | 1                 |                              |                                               |
| Total                         | 32                |                              |                                               |

#### Lançamento de disco
Número de atletas: 32.
| Forma de qualificação         | Número de atletas | CON                | Atletas qualificados                     |
| ----------------------------- | ----------------- | ------------------ | ---------------------------------------- |
| Marca de qualificação – 66.00 | 3                 | GER Alemanha       | a                                        |
| Marca de qualificação – 66.00 | 3                 | JAM Jamaica        | Fedrick Dacres Traves Smikle Chad Wright |
| Marca de qualificação – 66.00 | 3                 | USA Estados Unidos | a                                        |
| Marca de qualificação – 66.00 | 2                 | SWE Suécia         | Simon Pettersson Daniel Ståhl            |
| Marca de qualificação – 66.00 | 1                 | AUS Austrália      | Matthew Denny                            |
| Marca de qualificação – 66.00 | 1                 | AUT Áustria        | Lukas Weißhaidinger                      |
| Marca de qualificação – 66.00 | 1                 | BLR Bielorrússia   | Yauheni Bahutski                         |
| Marca de qualificação – 66.00 | 1                 | COL Colômbia       | Mauricio Ortega                          |
| Marca de qualificação – 66.00 | 1                 | CYP Chipre         | Apostolos Parellis                       |
| Marca de qualificação – 66.00 | 1                 | FRA França         | Lolassonn Djouhan                        |
| Marca de qualificação – 66.00 | 1                 | GBR Grã-Bretanha   | Lawrence Okoye                           |
| Marca de qualificação – 66.00 | 1                 | IRI Irã            | Ehsan Haddadi                            |
| Marca de qualificação – 66.00 | 1                 | LTU Lituânia       | Andrius Gudžius                          |
| Marca de qualificação – 66.00 | 1                 | NOR Noruega        | Ola Stunes Isene                         |
| Marca de qualificação – 66.00 | 1                 | POL Polônia        | Piotr Małachowski                        |
| Marca de qualificação – 66.00 | 1                 | ROU Romênia        | Alin Alexandru Firfirică                 |
| Marca de qualificação – 66.00 | 1                 | SAM Samoa          | Alex Rose                                |
| Marca de qualificação – 66.00 | 1                 | SLO Eslovênia      | Kristjan Čeh                             |
| Marca de qualificação – 66.00 | 1                 | ESP Espanha        | Lois Maikel Martínez                     |
| Ranking Mundial               | 1                 |                    |                                          |
| Total                         | 32                |                    |                                          |

#### Lançamento de martelo
Número de atletas: 32.
| Forma de qualificação         | Número de atletas | CON | Atletas qualificados                           |
| ----------------------------- | ----------------- | --- | ---------------------------------------------- |
| Marca de qualificação – 77.50 | 3                 | BLR Bielorrússia | Yauheni Bahutski Hleb Dudarau Yury Vasilchanka |
| Marca de qualificação – 77.50 | 3                 | [[Image:Predefinição:Country flag IOC alias ANA\|22x20px\|border\|Predefinição:Country IOC alias ANA]]ANA [[Predefinição:Country IOC alias ANA nos Jogos Olímpicos de Verão de 2020\|Predefinição:Country IOC alias ANA]] RUS Rússiab | Denis Lukyanov Valeriy Pronkin Andrey Romanov  |
| Marca de qualificação – 77.50 | 3                 | UKR Ucrânia | a                                              |
| Marca de qualificação – 77.50 | 3                 | USA Estados Unidos | a                                              |
| Marca de qualificação – 77.50 | 2                 | CHI Chile | Gabriel Kehr Humberto Mansilla                 |
| Marca de qualificação – 77.50 | 2                 | GBR Grã-Bretanha | Taylor Campbell Nick Miller                    |
| Marca de qualificação – 77.50 | 2                 | POL Polônia | Paweł Fajdek Wojciech Nowicki                  |
| Marca de qualificação – 77.50 | 2                 | TUR Turquia | Eşref Apak Özkan Baltacı                       |
| Marca de qualificação – 77.50 | 1                 | FRA França | Quentin Bigot                                  |
| Marca de qualificação – 77.50 | 1                 | HUN Hungria | Bence Halász                                   |
| Marca de qualificação – 77.50 | 1                 | MEX México | Diego del Real                                 |
| Marca de qualificação – 77.50 | 1                 | MDA Moldávia | Serghei Marghiev                               |
| Marca de qualificação – 77.50 | 1                 | NOR Noruega | Eivind Henriksen                               |
| Marca de qualificação – 77.50 | 1                 | ESP Espanha | Javier Cienfuegos                              |
| Marca de qualificação – 77.50 | 1                 | UZB Uzbequistão | Suhrob Khodjaev                                |
| Ranking Mundial               | 1                 | |                                                |
| Total                         | 32                | |                                                |

#### Lançamento de dardo
Número de atletas: 32.
| Forma de qualificação         | Número de atletas | CON                   | Atletas qualificados               |
| ----------------------------- | ----------------- | --------------------- | ---------------------------------- |
| Marca de qualificação – 85.00 | 3                 | GER Alemanha          | a                                  |
| Marca de qualificação – 85.00 | 2                 | BLR Bielorrússia      | Aliaksei Katkavets Pavel Mialeshka |
| Marca de qualificação – 85.00 | 2                 | FIN Finlândia         | Oliver Helander Antti Ruuskanen    |
| Marca de qualificação – 85.00 | 2                 | IND Índia             | Neeraj Chopra Shivpal Singh        |
| Marca de qualificação – 85.00 | 1                 | TPE Taipé Chinês      | Cheng Chao-tsun                    |
| Marca de qualificação – 85.00 | 1                 | CZE República Checa   | Jakub Vadlejch                     |
| Marca de qualificação – 85.00 | 1                 | EST Estônia           | Magnus Kirt                        |
| Marca de qualificação – 85.00 | 1                 | GRN Granada           | Anderson Peters                    |
| Marca de qualificação – 85.00 | 1                 | KEN Quênia            | Julius Yego                        |
| Marca de qualificação – 85.00 | 1                 | LAT Letônia           | Gatis Čakšs                        |
| Marca de qualificação – 85.00 | 1                 | LTU Lituânia          | Edis Matusevičius                  |
| Marca de qualificação – 85.00 | 1                 | MDA Moldávia          | Andrian Mardare                    |
| Marca de qualificação – 85.00 | 1                 | PAK Paquistão         | Arshad Nadeem                      |
| Marca de qualificação – 85.00 | 1                 | POL Polônia           | Marcin Krukowski                   |
| Marca de qualificação – 85.00 | 1                 | RUS Rússiab           | Dmitry Tarabin                     |
| Marca de qualificação – 85.00 | 1                 | RSA África do Sul     | Rocco van Rooyen                   |
| Marca de qualificação – 85.00 | 1                 | SWE Suécia            | Kim Amb                            |
| Marca de qualificação – 85.00 | 1                 | TTO Trinidad e Tobago | Keshorn Walcott                    |
| Ranking Mundial               | 1                 |                       |                                    |
| Total                         | 32                |                       |                                    |

### Eventos de campo femininos

#### Salto em altura
| Forma de qualificação        | Número de atletas | CON | Atletas qualificadas                                    |
| ---------------------------- | ----------------- | --- | ------------------------------------------------------- |
| Marca de qualificação – 1.96 | 3                 | UKR Ucrânia | Iryna Herashchenko Yuliya Levchenko Yaroslava Mahuchikh |
| Marca de qualificação – 1.96 | 3                 | USA Estados Unidos | Vashti Cunningham Rachel McCoy Jelena Rowe              |
| Marca de qualificação – 1.96 | 2                 | AUS Austrália | Nicola McDermott Eleanor Patterson                      |
| Marca de qualificação – 1.96 | 2                 | GER Alemanha | Marie-Laurence Jungfleisch Imke Onnen                   |
| Marca de qualificação – 1.96 | 2                 | KAZ Cazaquistão | Nadezhda Dubovitskaya Kristina Ovchinnikova             |
| Marca de qualificação – 1.96 | 2                 | RUS Rússiab [[Image:Predefinição:Country flag IOC alias ANA\|22x20px\|border\|Predefinição:Country IOC alias ANA]]ANA [[Predefinição:Country IOC alias ANA nos Jogos Olímpicos de Verão de 2020\|Predefinição:Country IOC alias ANA]] | Anna Chicherova Mariya Lasitskene                       |
| Marca de qualificação – 1.96 | 1                 | BLR Bielorrússia | Karyna Demidik                                          |
| Marca de qualificação – 1.96 | 1                 | BEL Bélgica | Nafissatou Thiam                                        |
| Marca de qualificação – 1.96 | 1                 | BUL Bulgária | Mirela Demireva                                         |
| Marca de qualificação – 1.96 | 1                 | FIN Finlândia | Ella Junnila                                            |
| Marca de qualificação – 1.96 | 1                 | GBR Grã-Bretanha | Morgan Lake                                             |
| Marca de qualificação – 1.96 | 1                 | ITA Itália | Elena Vallortigara                                      |
| Marca de qualificação – 1.96 | 1                 | POL Polônia | Kamila Lićwinko                                         |
| Marca de qualificação – 1.96 | 1                 | ROU Romênia | Daniela Stanciu                                         |
| Marca de qualificação – 1.96 | 1                 | SWE Suécia | Erika Kinsey                                            |
| Marca de qualificação – 1.96 | 1                 | UZB Uzbequistão | Svetlana Radzivil                                       |
| Ranking Mundial              | 1                 | |                                                         |
| Total                        | 32                | |                                                         |

#### Salto com vara
| Forma de qualificação        | Número de atletas | CON | Atletas qualificadas                                           |
| ---------------------------- | ----------------- | --- | -------------------------------------------------------------- |
| Marca de qualificação – 4.70 | 3                 | GRE Grécia | Nikoleta Kyriakopoulou Eleni-Klaoudia Polak Katerina Stefanidi |
| Marca de qualificação – 4.70 | 3                 | RUS Rússiab [[Image:Predefinição:Country flag IOC alias ANA\|22x20px\|border\|Predefinição:Country IOC alias ANA]]ANA [[Predefinição:Country IOC alias ANA nos Jogos Olímpicos de Verão de 2020\|Predefinição:Country IOC alias ANA]] | a Irina Ivanova Anzhelika Sidorova                             |
| Marca de qualificação – 4.70 | 3                 | USA Estados Unidos | a                                                              |
| Marca de qualificação – 4.70 | 2                 | CAN Canadá | Anicka Newell Alysha Newman                                    |
| Marca de qualificação – 4.70 | 2                 | CHN China | Li Ling Xu Huiqin                                              |
| Marca de qualificação – 4.70 | 2                 | SWE Suécia | Angelica Bengtsson Michaela Meijer                             |
| Marca de qualificação – 4.70 | 1                 | AUS Austrália | Nina Kennedy                                                   |
| Marca de qualificação – 4.70 | 1                 | BLR Bielorrússia | Iryna Zhuk                                                     |
| Marca de qualificação – 4.70 | 1                 | CUB Cuba | Yarisley Silva                                                 |
| Marca de qualificação – 4.70 | 1                 | FRA França | Ninon Guillon-Romarin                                          |
| Marca de qualificação – 4.70 | 1                 | GBR Grã-Bretanha | Holly Bradshaw                                                 |
| Marca de qualificação – 4.70 | 1                 | ITA Itália | Roberta Bruni                                                  |
| Marca de qualificação – 4.70 | 1                 | SLO Eslovênia | Tina Šutej                                                     |
| Marca de qualificação – 4.70 | 1                 | SUI Suíça | Angelica Moser                                                 |
| Marca de qualificação – 4.70 | 1                 | VEN Venezuela | Robeilys Peinado                                               |
| Ranking Mundial              | 1                 | |                                                                |
| Total                        | 32                | |                                                                |

#### Salto em distância
| Forma de qualificação        | Número de atletas | CON | Atletas qualificadas           |
| ---------------------------- | ----------------- | --- | ------------------------------ |
| Marca de qualificação – 6.82 | 3                 | GBR Grã-Bretanha | a                              |
| Marca de qualificação – 6.82 | 3                 | USA Estados Unidos | a                              |
| Marca de qualificação – 6.82 | 2                 | NGR Nigéria | Ese Brume Ruth Usoro           |
| Marca de qualificação – 6.82 | 2                 | ROU Romênia | Florentina Iusco Alina Rotaru  |
| Marca de qualificação – 6.82 | 2                 | RUS Rússiab [[Image:Predefinição:Country flag IOC alias ANA\|22x20px\|border\|Predefinição:Country IOC alias ANA]]ANA [[Predefinição:Country IOC alias ANA nos Jogos Olímpicos de Verão de 2020\|Predefinição:Country IOC alias ANA]] | Darya Klishina Yelena Sokolova |
| Marca de qualificação – 6.82 | 1                 | AUS Austrália | Brooke Stratton                |
| Marca de qualificação – 6.82 | 1                 | BEL Bélgica | Nafissatou Thiam               |
| Marca de qualificação – 6.82 | 1                 | IVB Ilhas Virgens Britânicas | Chantel Malone                 |
| Marca de qualificação – 6.82 | 1                 | COL Colômbia | Caterine Ibargüen              |
| Marca de qualificação – 6.82 | 1                 | FRA França | Yanis David                    |
| Marca de qualificação – 6.82 | 1                 | GER Alemanha | Malaika Mihambo                |
| Marca de qualificação – 6.82 | 1                 | GHA Gana | Deborah Acquah                 |
| Marca de qualificação – 6.82 | 1                 | ITA Itália | Larissa Iapichino              |
| Marca de qualificação – 6.82 | 1                 | JAM Jamaica | Tissanna Hickling              |
| Marca de qualificação – 6.82 | 1                 | SRB Sérvia | Ivana Španović                 |
| Marca de qualificação – 6.82 | 1                 | SWE Suécia | Khaddi Sagnia                  |
| Marca de qualificação – 6.82 | 1                 | TTO Trinidad e Tobago | Tyra Gittens                   |
| Marca de qualificação – 6.82 | 1                 | UKR Ucrânia | Maryna Bekh-Romanchuk          |
| Marca de qualificação – 6.82 | 1                 | VEN Venezuela | Yulimar Rojas                  |
| Ranking Mundial              | 1                 | |                                |
| Total                        | 32                | |                                |

#### Salto triplo
| Forma de qualificação         | Número de atletas  | CON                                              | Atletas qualificadas |
| ----------------------------- | ------------------ | ------------------------------------------------ | -------------------- |
| Marca de qualificação – 14.32 |                    |                                                  |                      |
| 3                             | CUB Cuba           | Leyanis Pérez Liadagmis Povea Davisleydi Velazco |                      |
| 3                             | USA Estados Unidos | Tori Franklin Jasmine Moore Keturah Orji         |                      |
| 2                             | COL Colômbia       | Caterine Ibargüen Yosiris Urrutia                |                      |
| 2                             | GER Alemanha       | Neele Eckhardt Kristin Gierisch                  |                      |
| 2                             | JAM Jamaica        | Shanieka Ricketts Kimberly Williams              |                      |
| 2                             | POR Portugal       | Patrícia Mamona Evelise Veiga                    |                      |
| 2                             | RUS Rússiab        | Ekaterina Koneva Darya Nidbaykina                |                      |
| 1                             | BLR Bielorrússia   | Viyaleta Skvartsova                              |                      |
| 1                             | DMA Dominica       | Thea LaFond                                      |                      |
| 1                             | FIN Finlândia      | Senni Salminen                                   |                      |
| 1                             | FRA França         | Yanis David                                      |                      |
| 1                             | GHA Gana           | Nadia Eke                                        |                      |
| 1                             | GRE Grécia         | Paraskevi Papachristou                           |                      |
| 2                             | KAZ Cazaquistão    | Mariya Ovchinnikova Olga Rypakova                |                      |
| 1                             | LTU Lituânia       | Diana Zagainova                                  |                      |
| 1                             | NGR Nigéria        | Ruth Usoro                                       |                      |
| 1                             | ESP Espanha        | Ana Peleteiro                                    |                      |
| 1                             | UKR Ucrânia        | Olha Saladukha                                   |                      |
| 1                             | VEN Venezuela      | Yulimar Rojas                                    |                      |
| Ranking Mundial               | 1                  |                                                  |                      |
| Total                         | 32                 |                                                  |                      |

#### Arremesso de peso
| Forma de qualificação         | Número de atletas | CON                | Atletas qualificadas                               |
| ----------------------------- | ----------------- | ------------------ | -------------------------------------------------- |
| Marca de qualificação – 18.50 | 3                 | CHN China          | Gong Lijiao Song Jiayuan Gao Yang                  |
| Marca de qualificação – 18.50 | 3                 | GER Alemanha       | Sara Gambetta Christina Schwanitz Katharina Maisch |
| Marca de qualificação – 18.50 | 3                 | USA Estados Unidos | a                                                  |
| Marca de qualificação – 18.50 | 2                 | CAN Canadá         | Brittany Crew Sarah Mitton                         |
| Marca de qualificação – 18.50 | 2                 | POL Polônia        | Paulina Guba Klaudia Kardasz                       |
| Marca de qualificação – 18.50 | 1                 | BLR Bielorrússia   | Aliona Dubitskaya                                  |
| Marca de qualificação – 18.50 | 1                 | GBR Grã-Bretanha   | Sophie McKinna                                     |
| Marca de qualificação – 18.50 | 1                 | HUN Hungria        | Anita Márton                                       |
| Marca de qualificação – 18.50 | 1                 | JAM Jamaica        | Danniel Thomas-Dodd                                |
| Marca de qualificação – 18.50 | 1                 | MDA Moldávia       | Dimitriana Surdu                                   |
| Marca de qualificação – 18.50 | 1                 | NED Países Baixos  | Jessica Schilder                                   |
| Marca de qualificação – 18.50 | 1                 | NZL Nova Zelândia  | Valerie Adams                                      |
| Marca de qualificação – 18.50 | 1                 | POR Portugal       | Auriol Dongmo                                      |
| Marca de qualificação – 18.50 | 1                 | ESP Espanha        | María Belén Toimil                                 |
| Marca de qualificação – 18.50 | 1                 | SWE Suécia         | Fanny Roos                                         |
| Marca de qualificação – 18.50 | 1                 | UKR Ucrânia        | Ol'ha Holodna                                      |
| Ranking Mundial               | 1                 |                    |                                                    |
| Total                         | 32                |                    |                                                    |

#### Lançamento de disco
| Forma de qualificação         | Número de atletas | CON                | Atletas qualificadas                |
| ----------------------------- | ----------------- | ------------------ | ----------------------------------- |
| Marca de qualificação – 63.50 | 3                 | CHN China          | Chen Yang Feng Bin Su Xinyue        |
| Marca de qualificação – 63.50 | 3                 | GER Alemanha       | a                                   |
| Marca de qualificação – 63.50 | 3                 | USA Estados Unidos | a                                   |
| Marca de qualificação – 63.50 | 2                 | BRA Brasil         | Fernanda Martins Andressa de Morais |
| Marca de qualificação – 63.50 | 2                 | CUB Cuba           | Denia Caballero Yaimé Pérez         |
| Marca de qualificação – 63.50 | 1                 | AUS Austrália      | Dani Stevens                        |
| Marca de qualificação – 63.50 | 1                 | CRO Croácia        | Sandra Perković                     |
| Marca de qualificação – 63.50 | 1                 | FRA França         | Mélina Robert-Michon                |
| Marca de qualificação – 63.50 | 1                 | IND Índia          | Kamalpreet Kaur                     |
| Marca de qualificação – 63.50 | 1                 | JAM Jamaica        | Shadae Lawrence                     |
| Marca de qualificação – 63.50 | 1                 | NED Países Baixos  | Jorinde van Klinken                 |
| Marca de qualificação – 63.50 | 1                 | POR Portugal       | Liliana Cá                          |
| Marca de qualificação – 63.50 | 1                 | RUS Rússiab        | Yekaterina Strokova                 |
| Marca de qualificação – 63.50 | 1                 | UKR Ucrânia        | Natalia Semenova                    |
| Ranking Mundial               | 1                 |                    |                                     |
| Total                         | 32                |                    |                                     |

#### Lançamento de martelo
| Forma de qualificação         | Número de atletas | CON                | Atletas qualificadas                                     |
| ----------------------------- | ----------------- | ------------------ | -------------------------------------------------------- |
| Marca de qualificação – 72.50 | 3                 | POL Polônia        | Joanna Fiodorow Malwina Kopron Anita Włodarczyk          |
| Marca de qualificação – 72.50 | 3                 | USA Estados Unidos | a                                                        |
| Marca de qualificação – 72.50 | 2                 | BLR Bielorrússia   | Anastasiya Kalamoyets Hanna Malyshchyk Nastassia Maslava |
| Marca de qualificação – 72.50 | 2                 | CHN China          | Luo Na Wang Zheng                                        |
| Marca de qualificação – 72.50 | 2                 | NZL Nova Zelândia  | Lauren Bruce Julia Ratcliffe                             |
| Marca de qualificação – 72.50 | 2                 | UKR Ucrânia        | Iryna Klymets Iryna Novozhylova                          |
| Marca de qualificação – 72.50 | 1                 | AZE Azerbaijão     | Hanna Skydan                                             |
| Marca de qualificação – 72.50 | 1                 | CAN Canadá         | Camryn Rogers                                            |
| Marca de qualificação – 72.50 | 1                 | FRA França         | Alexandra Tavernier                                      |
| Marca de qualificação – 72.50 | 1                 | HUN Hungria        | Réka Gyurátz                                             |
| Marca de qualificação – 72.50 | 1                 | LAT Letônia        | Laura Igaune                                             |
| Marca de qualificação – 72.50 | 1                 | MDA Moldávia       | Zalina Petrivskaya                                       |
| Marca de qualificação – 72.50 | 1                 | NGR Nigéria        | Annette Echikunwoke                                      |
| Marca de qualificação – 72.50 | 1                 | RUS Rússiab        | Sofiya Palkina                                           |
| Marca de qualificação – 72.50 | 1                 | VEN Venezuela      | Rosa Rodríguez                                           |
| Ranking Mundial               | 1                 |                    |                                                          |
| Total                         | 32                |                    |                                                          |

#### Lançamento de dardo
| Forma de qualificação         | Número de atletas | CON                 | Atletas qualificadas            |
| ----------------------------- | ----------------- | ------------------- | ------------------------------- |
| Marca de qualificação – 64.00 | 3                 | CHN China           | Liu Shiying Lü Huihui Yu Yuzhen |
| Marca de qualificação – 64.00 | 1                 | AUS Austrália       | Kelsey-Lee Barber               |
| Marca de qualificação – 64.00 | 1                 | AUT Áustria         | Victoria Hudson                 |
| Marca de qualificação – 64.00 | 1                 | BLR Bielorrússia    | Tatsiana Khaladovich            |
| Marca de qualificação – 64.00 | 1                 | CRO Croácia         | Sara Kolak                      |
| Marca de qualificação – 64.00 | 1                 | CZE República Checa | Nikola Ogrodníková              |
| Marca de qualificação – 64.00 | 1                 | GER Alemanha        | Christin Hussong                |
| Marca de qualificação – 64.00 | 1                 | JPN Japão           | Haruka Kitaguchi                |
| Marca de qualificação – 64.00 | 1                 | LAT Letônia         | Līna Mūze                       |
| Marca de qualificação – 64.00 | 1                 | POL Polônia         | Maria Andrejczyk                |
| Marca de qualificação – 64.00 | 1                 | TUR Turquia         | Eda Tuğsuz                      |
| Marca de qualificação – 64.00 | 1                 | USA Estados Unidos  | Kara Winger                     |
| Ranking Mundial               | 1                 |                     |                                 |
| Total                         | 32                |                     |                                 |

## Eventos combinados

### Decatlo
Número de atletas: 24.
| Forma de qualificação        | Número de atletas | CON                                  | Atletas qualificadas |
| ---------------------------- | --- | ------------------------------------ | -------------------- |
| Marca de qualificação – 8350 | |                                      |                      |
| 3                            | EST Estônia | Johannes Erm Karel Tilga Maicel Uibo |                      |
| 2                            | AUS Austrália | Cedric Dubler Ashley Moloney         |                      |
| 2                            | CAN Canadá | Pierce Lepage Damian Warner          |                      |
| 2                            | GER Alemanha | Niklas Kaul Kai Kazmirek             |                      |
| 2                            | USA Estados Unidos | Garrett Scantling Harrison Williams  |                      |
| 1                            | [[Image:Predefinição:Country flag IOC alias ANA\|22x20px\|border\|Predefinição:Country IOC alias ANA]]ANA [[Predefinição:Country IOC alias ANA nos Jogos Olímpicos de Verão de 2020\|Predefinição:Country IOC alias ANA]]b | Ilya Shkurenyov                      |                      |
| 1                            | BEL Bélgica | Thomas Van der Plaetsen              |                      |
| 1                            | BRA Brasil | Felipe dos Santos                    |                      |
| 1                            | FRA França | Kevin Mayer                          |                      |
| 1                            | GRN Granada | Lindon Victor                        |                      |
| Ranking Mundial              | 1 |                                      |                      |
| Total                        | 24 |                                      |                      |

### Heptatlo
| Forma de qualificação        | Número de atletas | CON                | Atletas qualificadas           |
| ---------------------------- | ----------------- | ------------------ | ------------------------------ |
| Marca de qualificação – 6420 | 2                 | AUT Áustria        | Ivona Dadic Verena Preiner     |
| Marca de qualificação – 6420 | 2                 | USA Estados Unidos | Erica Bougard Kendell Williams |
| Marca de qualificação – 6420 | 1                 | BEL Bélgica        | Nafissatou Thiam               |
| Marca de qualificação – 6420 | 1                 | GER Alemanha       | Carolin Schäfer                |
| Marca de qualificação – 6420 | 1                 | GBR Grã-Bretanha   | Katarina Johnson-Thompson      |
| Marca de qualificação – 6420 | 1                 | HUN Hungria        | Xénia Krizsán                  |
| Marca de qualificação – 6420 | 1                 | LAT Letônia        | Laura Ikauniece-Admidiņa       |
| Marca de qualificação – 6420 | 1                 | NED Países Baixos  | Anouk Vetter                   |
| Ranking Mundial              | 1                 |                    |                                |
| Total                        | 24                |                    |                                |

## Eventos de revezamento
- World Athletics press release

Cada eventos será composto por 5 atletas (4 atletas para as equipes mistas, 2 homens e 2 mulheres). Atletas já qualificados para os eventos de 100 m e 400 m foram automaticamente incluídos em suas equipes de revezamento.

### Revezamento 4 × 100 m masculino
Número de equipes: 16 equipes de 5 atletas cada (80).
| Forma de qualificação                                                 | Número de equipes | Equipes qualificadas                                                                                              |
| --------------------------------------------------------------------- | ----------------- | --- |
| Finalistas do Campeonato Mundial de Atletismo de 2019                 | 8                 | BRA Brasil CHN China FRA França GBR Grã-Bretanha JPN Japão NED Países Baixos RSA África do Sul USA Estados Unidos |
| Finalistas do Campeonato Mundial de Revezamentos de Atletismo de 2021 | 4                 | DEN Dinamarca GER Alemanha GHA Gana ITA Itália                                                                    |
| Ranking da World Athletics (em 29 de junho de 2021)                   | 4                 | |

### Revezamento 4 × 400 m masculino
Número de equipes: 16 equipes de 5 atletas cada (80).
| Forma de qualificação                                                 | Número de equipes | Equipes qualificadas                                                                                                 |
| --------------------------------------------------------------------- | ----------------- | --- |
| Finalistas do Campeonato Mundial de Atletismo de 2019                 | 8                 | BEL Bélgica COL Colômbia FRA França GBR Grã-Bretanha ITA Itália JAM Jamaica TTO Trinidad e Tobago USA Estados Unidos |
| Finalistas do Campeonato Mundial de Revezamentos de Atletismo de 2021 | 4                 | BOT Botsuana JPN Japão NED Países Baixos RSA África do Sul                                                           |
| Ranking da World Athletics (em 29 de junho de 2021)                   | 4                 | |

### Revezamento 4 × 100 m feminino
| Forma de qualificação                                                 | Número de equipes | Equipes qualificadas                                                                                              |
| --------------------------------------------------------------------- | ----------------- | --- |
| Finalistas do Campeonato Mundial de Atletismo de 2019                 | 8                 | CHN China GER Alemanha GBR Grã-Bretanha ITA Itália JAM Jamaica SUI Suíça TTO Trinidad e Tobago USA Estados Unidos |
| Finalistas do Campeonato Mundial de Revezamentos de Atletismo de 2021 | 6                 | DEN Dinamarca ECU Equador FRA França JPN Japão NED Países Baixos POL Polônia                                      |
| Ranking da World Athletics (em 29 de junho de 2021)                   | 2                 | |

### Revezamento 4 × 400 m feminino
| Forma de qualificação                                                 | Número de equipes | Equipes qualificadas                                                                                             |
| --------------------------------------------------------------------- | ----------------- | --- |
| Finalistas do Campeonato Mundial de Atletismo de 2019                 | 8                 | BEL Bélgica CAN Canadá GBR Grã-Bretanha JAM Jamaica NED Países Baixos POL Polônia UKR Ucrânia USA Estados Unidos |
| Finalistas do Campeonato Mundial de Revezamentos de Atletismo de 2021 | 4                 | CUB Cuba FRA França GER Alemanha ITA Itália                                                                      |
| Ranking da World Athletics (em 29 de junho de 2021)                   | 4                 | |

### Revezamento 4 × 400 m misto
Número de equipes: 16 equipes de 4 atletas cada (2 homens e 2 mulheres, totalizando 64).
| Forma de qualificação                                                 | Número de equipes | Equipes qualificadas                                                                                     |
| --------------------------------------------------------------------- | ----------------- | --- |
| Finalistas do Campeonato Mundial de Atletismo de 2019                 | 8                 | BRN Bahrein BEL Bélgica BRA Brasil GBR Grã-Bretanha IND Índia JAM Jamaica POL Polônia USA Estados Unidos |
| Finalistas do Campeonato Mundial de Revezamentos de Atletismo de 2021 | 5                 | DOM República Dominicana IRL Irlanda ITA Itália NED Países Baixos ESP Espanha                            |
| Ranking da World Athletics (em 29 de junho de 2021)                   | 3                 | |